# Garnizon Radom

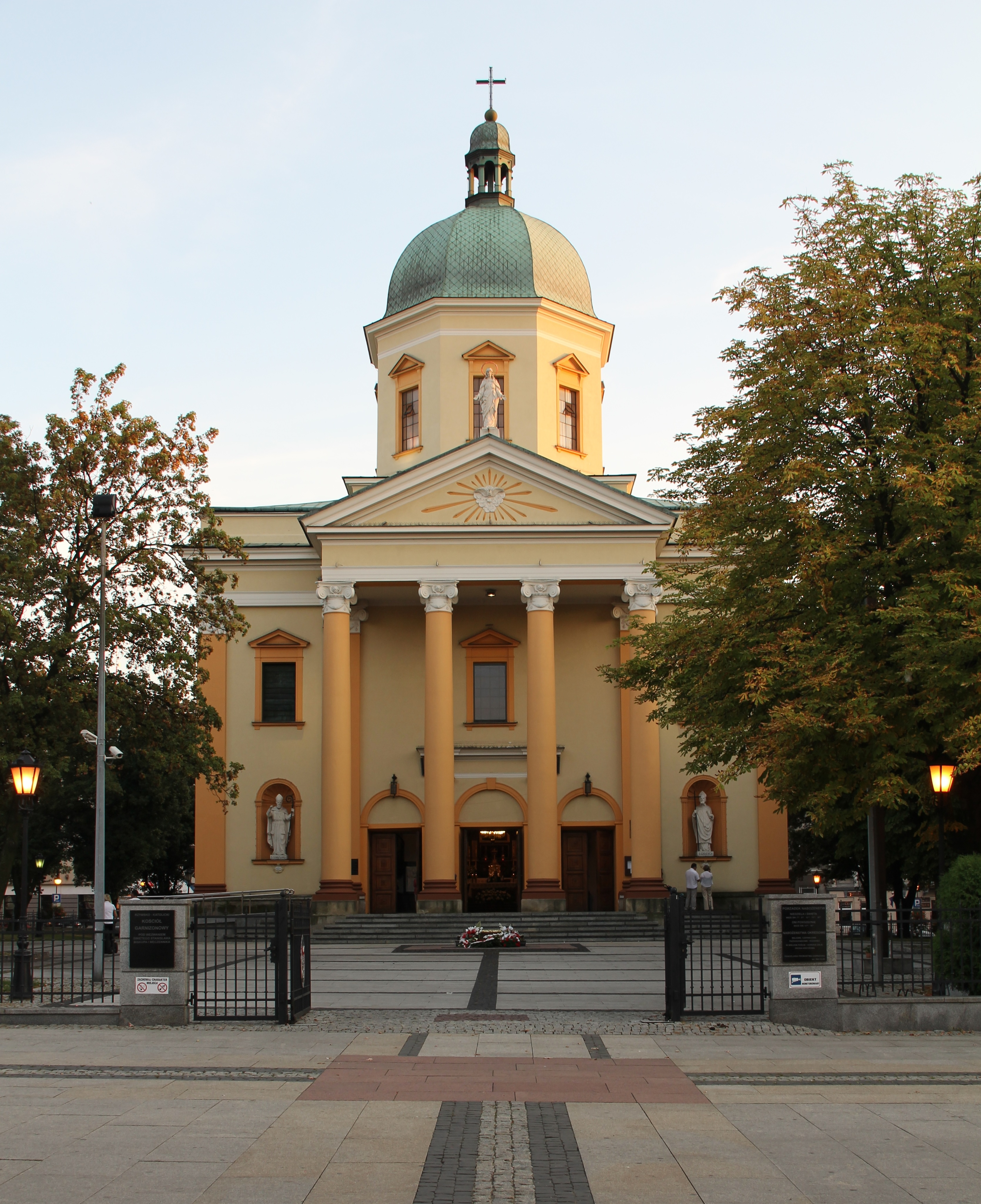
Kościół Garnizonowy przy placu Konstytucji 3 Maja w Radomiu

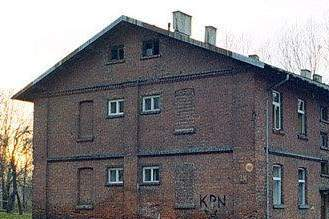
Budynek dawnych koszar wojskowych przy ul. Bolesława Chrobrego w Radomiu

Garnizon Radom – garnizon utworzony w XIX wieku w mieście Radom w zaborze austriackim. Następnie znalazł się na terenie Księstwa Warszawskiego oraz Królestwa Polskiego, dalej pełniąc funkcje militarne. Jednostki wojskowe radomskiego garnizonu, wśród nich 5 Pułk Piechoty Liniowej, brały udział w powstaniu listopadowym. Podczas powstania styczniowego w Radomiu stacjonowała rosyjska 7 Dywizja Piechoty, której oddziały nie dopuściły do przejęcia miasta przez siły polskie.
W 1915 garnizon znalazł się pod jurysdykcją austriacką, natomiast po odzyskaniu przez Polskę niepodległości rozlokowane były tam takie jednostki jak 28 Pułk Artylerii Lekkiej czy 72 Pułk Piechoty. W tym okresie powstało lotnisko i utworzono Szkołę Podchorążych Rezerwy Lotnictwa, przez co Radom stał się ważnym ośrodkiem lotnictwa wojskowego. Po II wojnie światowej w garnizonie znajdowały się m.in. Oficerska Szkoła Lotnicza, 2 Pułk Artylerii Lekkiej, a także 60 Lotniczy Pułk Szkolny.
Obecnie Radom to przede wszystkim ośrodek szkolenia lotniczego, oraz miejsce organizacji odbywających się co dwa lata międzynarodowych pokazów lotniczych Radom Air Show. Głównymi jednostkami wojskowymi na terenie garnizonu są 2 Ośrodek Szkolenia Lotniczego oraz 1 Komenda Lotniska. Tradycje radomskich jednostek piechoty kultywują Radomski Pododdział Konny oraz Grupa Rekonstrukcji Historycznej im. 72 Pułku Piechoty w Radomiu.
Zgodnie z Decyzją Ministra Obrony Narodowej w sprawie zmian organizacyjnych w Siłach Powietrznych oraz Rozkazem Dowódcy Sił Powietrznych od 1.01. 2011 r. powstała 42 Baza Lotnictwa Szkolnego (42. BLSz) z rozformowywanych jednostek: 2 Ośrodka Szkolenia Lotniczego, 1 Komendy Lotniska.
Powstała Baza jest kontynuatorem tradycji szkolenia lotniczego Oficerskiej Szkoły Lotniczej nr 5, 60. Lotniczego Pułku Szkolnego i 2 Ośrodka Szkolenia Lotniczego oraz innych jednostek stacjonujących w przeszłości na lotnisku Radom-Sadków. 42 Baza Lotnictwa Szkolnego kontynuuje zadania dotychczasowych jednostek, szkolenie lotnicze podchorążych WSOSP i łączy tradycje szkolenia wszystkich jednostek lotniczych stacjonujących dotychczas na radomskim lotnisku.

## Wojska lądowe

### I Rzeczpospolita

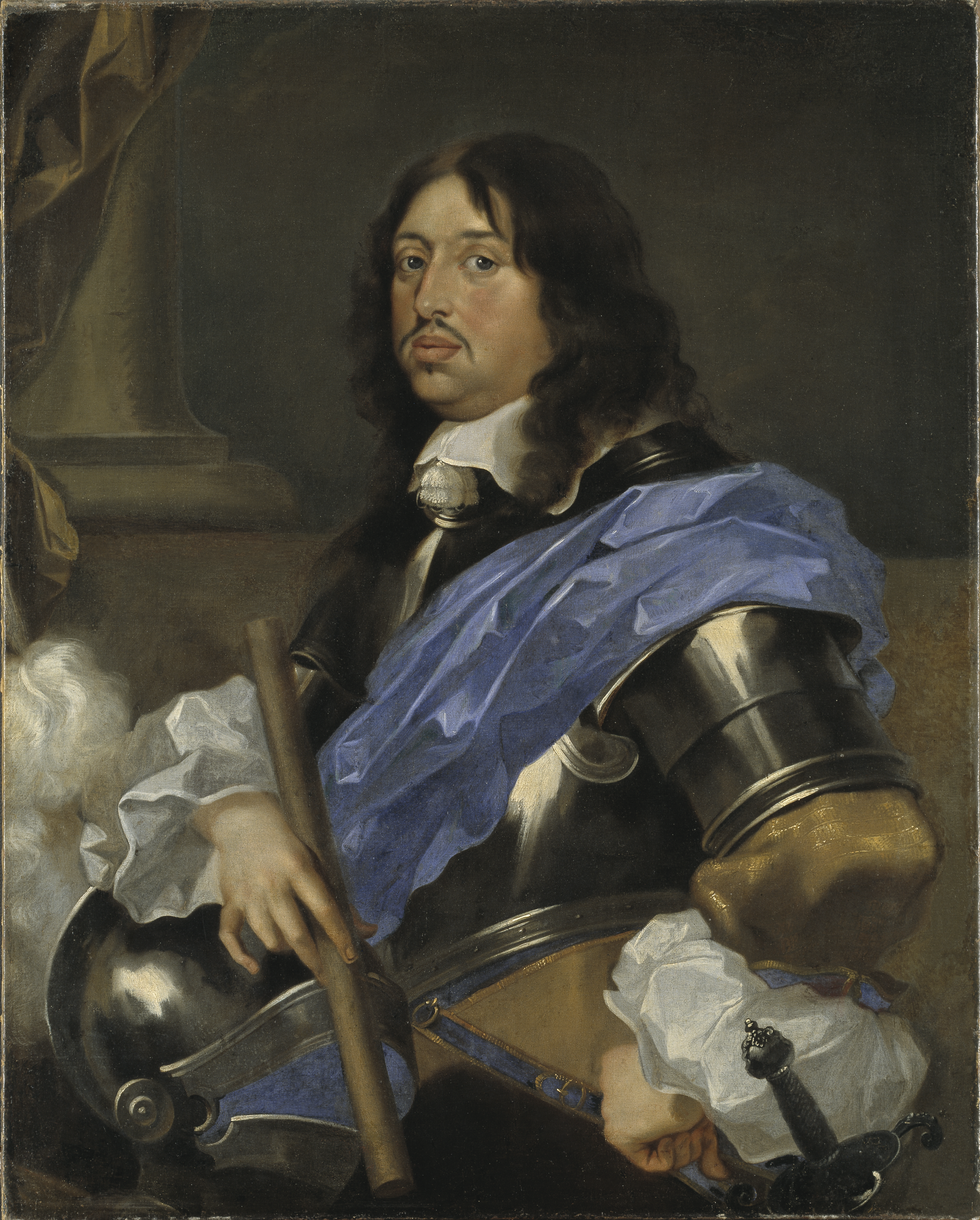
Karol X Gustaw, głównodowodzący wojskami szwedzkimi, parokrotnie przebywający w Radomiu

Początki garnizonu w Radomiu najczęściej datuje się na początek XIX wieku, jednak już w wiekach wcześniejszych mieściły się tu oddziały wojskowe. Miasto otoczone było fosą i murami, zaś jego centralnym budynkiem obronnym był Zamek Królewski. Sprawami wojskowymi na terenie kasztelanii radomskiej zajmowali się wojscy więksi radomscy jako zastępcy kasztelanów radomskich ds. obronności, a także wojscy mniejsi radomscy.
Późną wiosną 1607 przez Radom przeszły wojska koronne, przygotowujące się do walki przeciwko zbuntowanej przeciw królowi Zygmuntowi III szlachcie, kierowanej przez wojewodę krakowskiego Mikołaja Zebrzydowskiego. Od 1613 konferował w Radomiu Trybunał Skarbowy Koronny regulujący należności płatnicze wobec wojska.
Podczas potopu szwedzkiego w Radomiu parokrotnie przebywał dowodzący wojskami szwedzkimi król Karol X Gustaw, m.in. 3 listopada 1655. W grudniu tegoż roku przez powiat radomski przetoczył się 6-tysięczny oddział gen. Roberta Douglasa.
W lutym 1656 przez okolice Radomia przeszła 11-tysięczna armia pod dowództwem króla Karola Gustawa. Szwedzi przeszli wówczas przez Gózd, Kazanów i Janowiec w kierunku Lwowa. Przeciwko nim pod Zakrzewem koło Radomia wystąpili chłopi przy wsparciu szlachty i chorągwi kasztelana sandomierskiego Stanisława Witowskiego.
W Radomiu została ulokowana szwedzka załoga wojskowa (regiment dragonów) pod dowództwem gen. Rittera. Stacjonująca tu wcześniej polska załoga pod dowództwem starosty radomskiego Mikołaja Podlodowskiego ruszyła na pomoc oblężonej Warszawie. W kwietniu 1656 szwedzkie załogi Radomia i Janowca dołączyły do oddziału margrabiego Fryderyka Badeńskiego.
Wojska szwedzkie przebywały jeszcze w Radomiu 31 lipca oraz 5 lub 6 sierpnia 1656, goszcząc w mieście przez tydzień. Zostali wyparci przez powracające z Jasnej Góry oddziały Tomasza Zamojskiego i Piotra Czarnieckiego, choć tuż przed tym zdążyli wywołać znaczącej skali pożar miasta.
21 sierpnia 1656 pod Radomiem król Jan Kazimierz i dowódcy polscy, m.in. Stefan Czarniecki, wydali uniwersał wzywający chłopów do walki przeciw Szwedom.
W styczniu 1657 rozpoczął się najazd księcia siedmiogrodzkiego Jerzego II Rakoczego na tereny Rzeczypospolitej. Kilkudziesięciotysięczna armia Siedmiogrodzian, Wołochów i Kozaków grasowała w Sandomierskiem, być może w samym Radomiu.
W 1701, w dobie III wojny północnej, Radom został okresowo zabezpieczony szwedzką załogą, wydzieloną z oddziałów gen. Carla Gustafa Rehnskiölda.
W czasie insurekcji kościuszkowskiej w 1794 przez Radom przeszły oddziały pod dowództwem Tadeusza Kościuszki, rozbijając obóz w pobliskiej wsi Kozłów. W mieście został sformowany niewielki oddział pod dowództwem Dąbka vel Dobka, rozbity wkrótce pod wsią Lipowe Pole koło Opatowa przez Rosjan pod dowództwem gen. Denisowa.

### Zabór austriacki 1795–1809

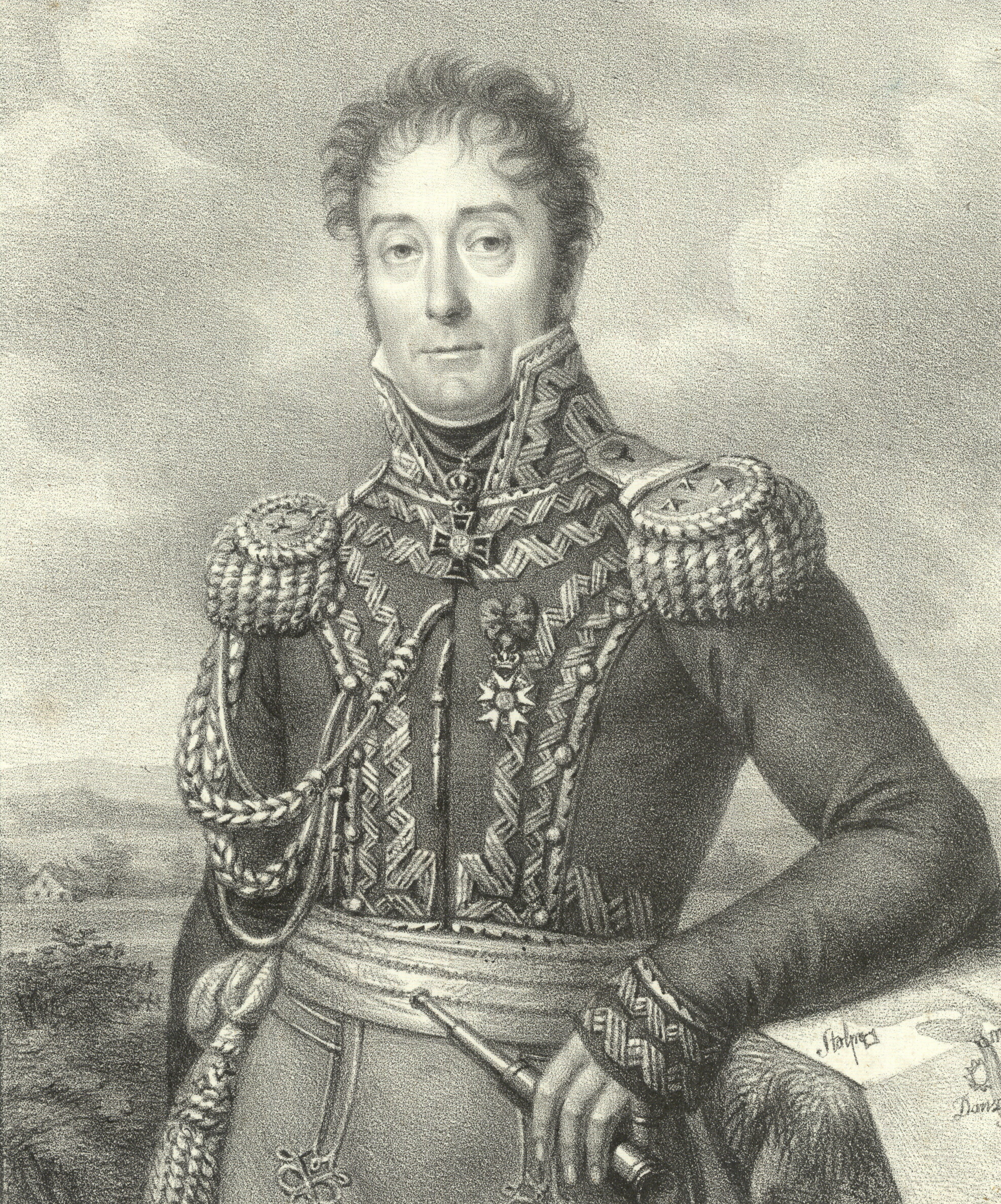
Gen. Michał Sokolnicki, dowódca radomskiego okręgu wojskowego w latach 1810–1811

Po III rozbiorze Polski w 1795 Radom znalazł się w zaborze austriackim. Nowe władze utworzyły w Radomiu siedzibę tzw. cyrkułu oraz stałego garnizonu wojskowego, ale w mieście otoczonym murami nie było koszar, więc ujęto dla potrzeb wojska liczne obiekty parafialne i zakonne poza murami.
W latach 1803–1805 stacjonował tu 4 Pułk Huzarów Cesarstwa Austriackiego (dowódcy: 1801–1804 Franz Graf Kinsky, 1804–1808: Johann Freiherr von Mohr).

### Księstwo Warszawskie 1809–1813
Wyzwolenie spod zaboru austriackiego nastąpiło 30 czerwca 1809. W lipcu 1809 w Radomiu głównodowodzący polską armią ks. Józef Poniatowski spotkał się z gen. Janem Henrykiem Dąbrowskim i innymi członkami korpusu oficerskiego. W mieście uroczyście witano 2 Pułk Jazdy ppłk M. Fredro, który miał zadanie zaprowadzić urząd departamentu Księstwa Warszawskiego.
W marcu 1810 wprowadzono podział Księstwa na 4 okręgi wojskowe obejmujące po 2 lub 3 departamenty z siedzibami w Warszawie, Poznaniu, Lublinie i Radomiu. Na czele okręgu radomskiego stanął gen. Michał Sokolnicki. Jego władza wybiegała znacznie poza funkcje administracyjne. Należały bowiem do nich sprawy szkoleniowe, wywiadowcze i organizacyjne. Sokolnicki dowodził okręgiem do 1811. Do Radomskiego Okręgu Wojskowego Nr 4 prydzielony został 15 Pułk Piechoty (w maju 1811 wszedł w skład I brygady z 16 Dywizji Piechoty gen. Józefa Zajączka).
Z departamentu radomskiego rekrutowano również żołnierzy do formacji krakusów.

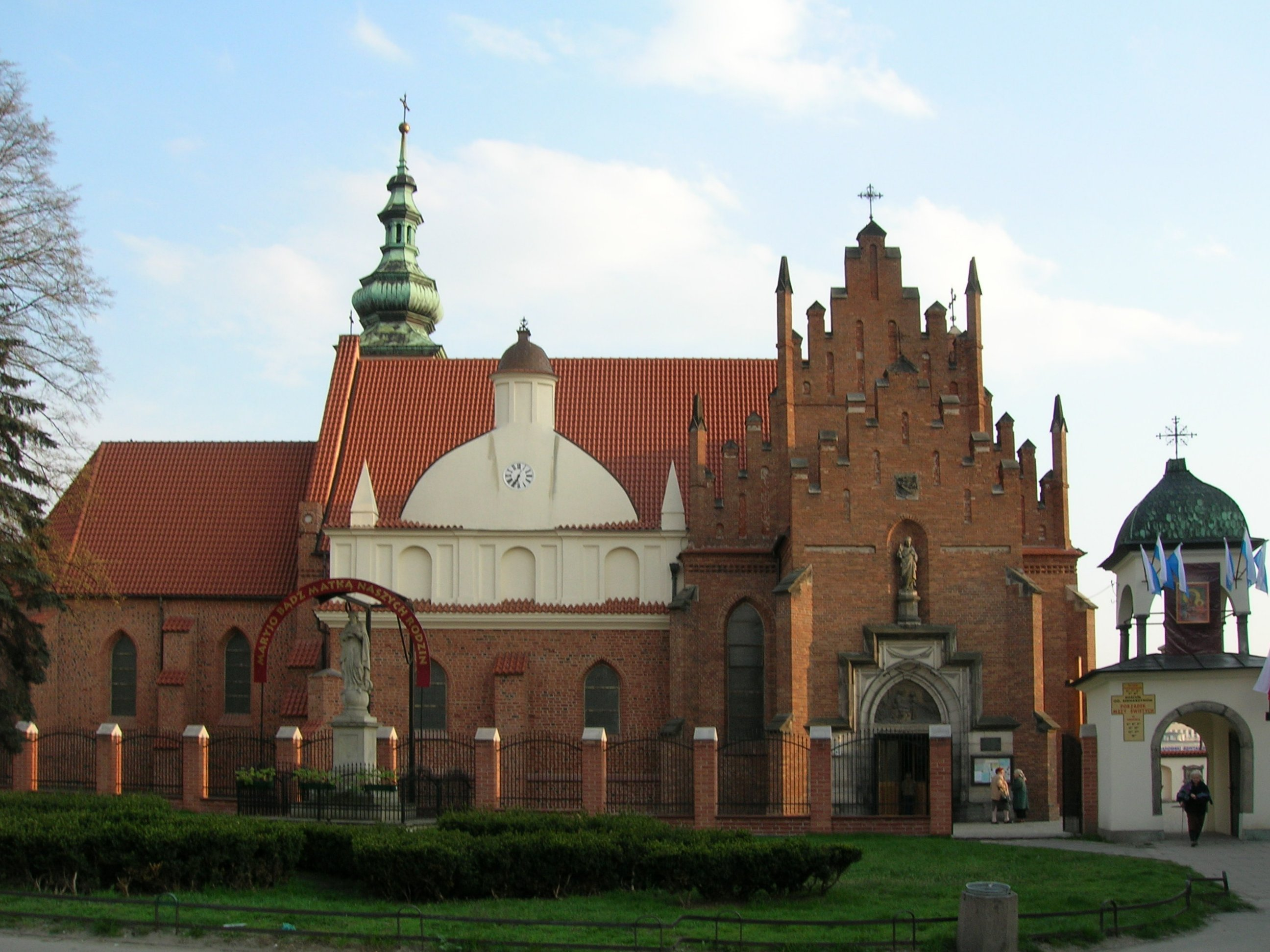
Klasztor i kościół oo. bernardynów, dawniej lazaret wojskowy

Odwach wojskowy znajdował się w budynku obecnego Ratusza w Radomiu, stajnie wojskowe mieściły się we wsi Zamłynie (obecnie integralna część miasta), natomiast magazyn wojskowy został ulokowany przy Placu Targowym (obecnie Plac Stare Miasto). Przez co najmniej kilka lat w mieście funkcjonował lazaret wojskowy, na potrzeby którego wykorzystywano obiekty klasztoru ojców bernardynów.

### Królestwo Polskie 1815–1915

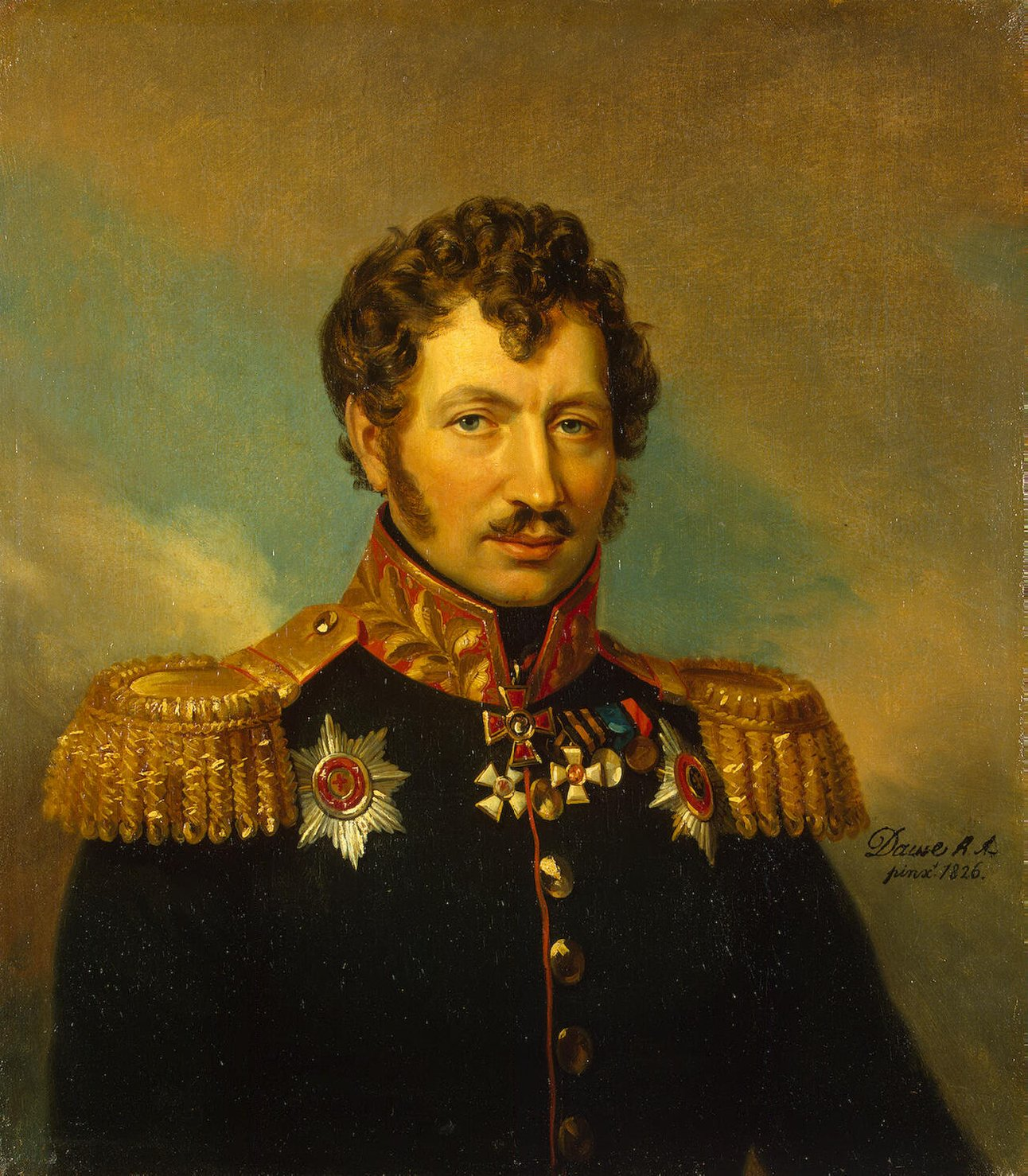
Gen. Cyprian Kreutz wkroczył do Radomia w lutym 1831

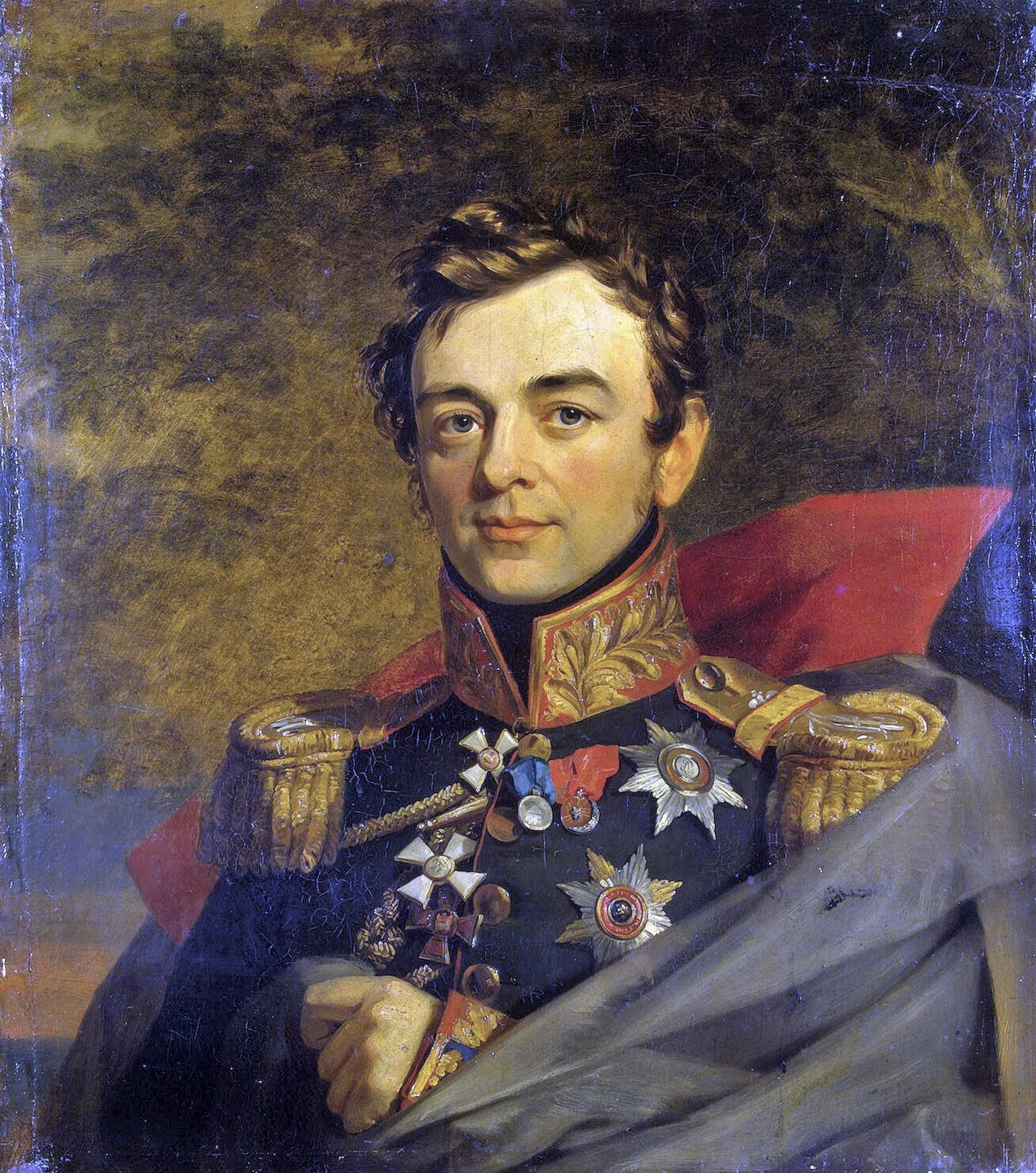
Namiestnik Królestwa Polskiego Iwan Paskiewicz, po upadku powstania w 1831 r. pełnił osobiste rządy w Radomiu

Klęska Napoleona spowodowała wkroczenie do miasta wojsk rosyjskich na początku 1813. Dwa lata później utworzono Królestwo Polskie, lojalne wobec cara. Na czele Wojska Polskiego stanął wówczas brat cara – wielki Książę Konstanty Mikołajewicz Romanow.
30 listopada 1830 do Radomia nadeszła wiadomość o wybuchu powstania w Warszawie wywołanego przez spiskowców ze szkoły podchorążych, ale gen. Antoni Giełgud zwlekał z wyruszeniem na pomoc powstańcom, czekając na rozkazy wielkiego Księcia Konstantego. Dopiero pod groźbą pistoletów cywilnych spiskowców wydał rozkaz wymarszu wojsk do Warszawy. Spiskowców poparła bateria artylerii kpt. Franciszka Łapińskiego oraz przybyły z Warszawy adiutant gen. Jana Krukowieckiego – kpt. Łoś.
Na pomoc stolicy wymaszerowały z miasta wszystkie oddziały wojskowe wraz z artylerią. Przywódcy powstania listopadowego sądzili, iż Radom stanie się zapleczem dostarczającym rekruta. Zakładano tu więc magazyny aprowizacyjne, składy mundurowe, a w kuźniach Suchedniowa, Sansonowa i Kozienic kuto kosy, piki i lance. Później uruchomiono produkcję karabinów i amunicji.
Po wymarszu wojsk w mieście zorganizowano „Straż bezpieczeństwa”, uzbrojoną w piki i kosy, pod dowództwem Jacka Kochanowskiego, oraz I radomski batalion gwardii ruchomej mjr. Antoniego Koryckiego, jak również 3 i 4 batalion 5 Pułku Piechoty Liniowej, a po ich odejściu na linię frontu, ppłk Paweł Muchowski sformował nowy Pułk Piechoty Liniowej Nr 11, zaś płk Piotr Łagowski utworzył szwadron jazdy sandomierskiej, a Gustaw Małachowski – 2 Batalion Strzelców Celnych. W mieście zorganizowano szpital wojskowy, dla którego opatrunki i bandaże sporządzały mieszkanki miasta.
Działania te zostały nagle przerwane w nocy z 16 na 17 lutego 1831 przez rosyjski korpus gen. Cypriana Kreutza (liczący 3500 żołnierzy), który w sile 16 szwadronów jady, 8 sotni kozackich i 16 dział zajął Lublin, Puławy i wkroczył do Radomia. Nie mogły mu się przeciwstawić ani słabo uzbrojona gwardia narodowa, ani formowane dopiero oddziały regularnej armii.
Wkrótce Rosjanie zostali pobici pod Nową Wsią i wyparci za Wisłę przez gen. Józefa Dwernickiego, co umożliwiło w Radomiu kontynuowanie prac na rzecz walczących oddziałów polskich przez następne pół roku.

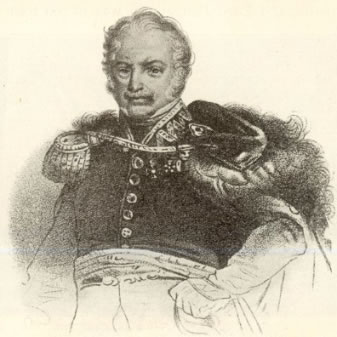
gen. Józef Dwernicki, wyparł oddziały rosyjskie z Radomskiego za Wisłę

Sytuacja zmieniła się kilka miesięcy później. W sierpniu 1831 Rosjanie ponownie sforsowali Wisłę, a już we wrześniu 1831 w stronę Warszawy od północy maszerował rosyjski korpus feldmarszałka Iwana Paskiewicza.
W rejon Radomia wkroczył gen. Teodor Rüdiger na czele 12 000 żołnierzy i ostatecznie zajął Radom. Po upadku powstania listopadowego władzę nad miastem przejął namiestnik Królestwa Polskiego feldmarszałek Iwan Paskiewicz.
Radomskie nie było głównym teatrem działań zbrojnych powstania listopadowego, mimo to i tutaj toczyły się walki. Należy też pamiętać, że cały region odgrywał znaczną rolę jako baza zaopatrzenia dla walczących armii, a werbowani tu rekruci walczyli we wszystkich ważniejszych bitwach powstania.

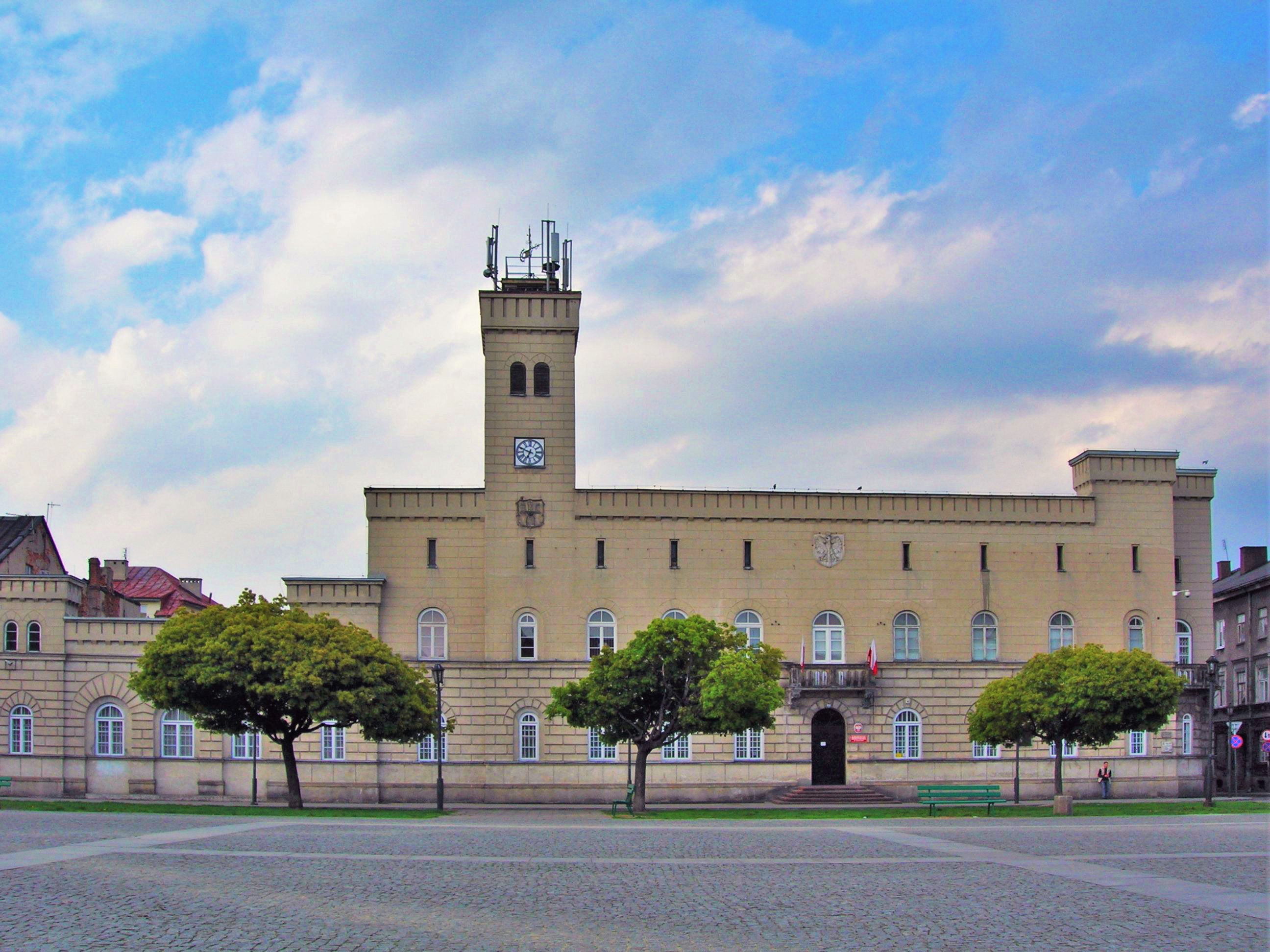
Radomski ratusz. W I poł. XIX w. odwach wojskowy

#### Jednostki w latach 1815–1831
Od 1819 do 1820 w Radomiu stacjonował 3 Pułk Piechoty Liniowej 1 Brygady Piechoty 2 DP pod dowództwem płk Walentego Andrychiewicza, który dowodził jednostką także po jej wycofaniu na tereny Lubelszczyzny w 1820. 3 ppl został utworzony w 1815, a jego pierwszym dowódcą był Kazimierz Tański, który kierował jednostką przez pierwsze trzy lata. W 1818 dowództwo nad pułkiem przejął Walenty Andrychiewicz. Z dniem 12 października 1827, kiedy urodził się Konstanty Mikołajewicz Romanow, decyzją Cara Mikołaja I 3ppl został przemianowany na „Pułk Piechoty Liniowej Jego Cesarzewiczowskiej Mości Wielkiego Księcia Rosji Konstantego nr 3”. Należał on do 1 brygady piechoty, wchodzącej w skład 2 Dywizji Piechoty gen. Izydora Krasińskiego i składał się z trzech batalionów. W I batalionie służył m.in. Józef Święcicki.
Jednostki w 1830 (przed wybuchem powstania):
- 1 Brygada Piechoty początkowo pod dowództwem gen. Stanisława Potockiego, a od 1818 kierowana przez gen. bryg. Antoniego Giełguda. Brygada wchodziła w skład 1 Dywizji Piechoty dowodzonej kolejno przez gen. dyw. Józefa Chłopickiego, gen. dyw. Stanisława Potockiego, a następnie gen. dyw. hrabiego Jana Krukowieckiego.
- 5 Pułk Piechoty Liniowej 1 Brygady Piechoty 1 DP pod dowództwem ppłk Walentego Zawadzkiego, a później ppłk Pawła Jutrzenki (m.in. w bitwie pod Grochowem). 5 Pułk Piechoty Liniowej należał do 1 brygady piechoty, a wielu żołnierzy tej jednostki zostało później odznaczonych Orderem Virtuti Militari. 5 Pułk składał się z trzech batalionów.
- 2 kompania lekkiej artylerii pieszej w składzie 12 dział, dowodzona przez kpt. Franciszka Łapińskiego, później ppor. Pawła Rylskiego. Ppor. Paweł Rylski został w dniu 8 marca 1831 odznaczony Złotym Krzyżem Orderu Virtuti Militari.

Nowe jednostki od 1830 (po wybuchu powstania):
- Straż bezpieczeństwa pod dowództwem Jacka Kochanowskiego
- I radomski batalion gwardii ruchomej majora Antoniego Koryckiego
- 3 i 4 batalion 5 Pułku Piechoty Liniowej – zostały dołączone do 5 PPL ppłk. Pawła Jutrzenki
- Pułk Piechoty Liniowej Nr 11 pod dowództwem ppłk Pawła Muchowskiego, który w czasie powstania listopadowego od 28 września do 5 października 1831 po awansowaniu do stopnia generała brygady dowodził 1 Dywizją Piechoty.
- Szwadron jazdy sandomierskiej pułkownika Piotra Łagowskiego
- Oddział strzelców celnych Gustawa Małachowskiego, ówcześnie ministra spraw zagranicznych[9] Rządu Narodowego w czasie powstania listopadowego.

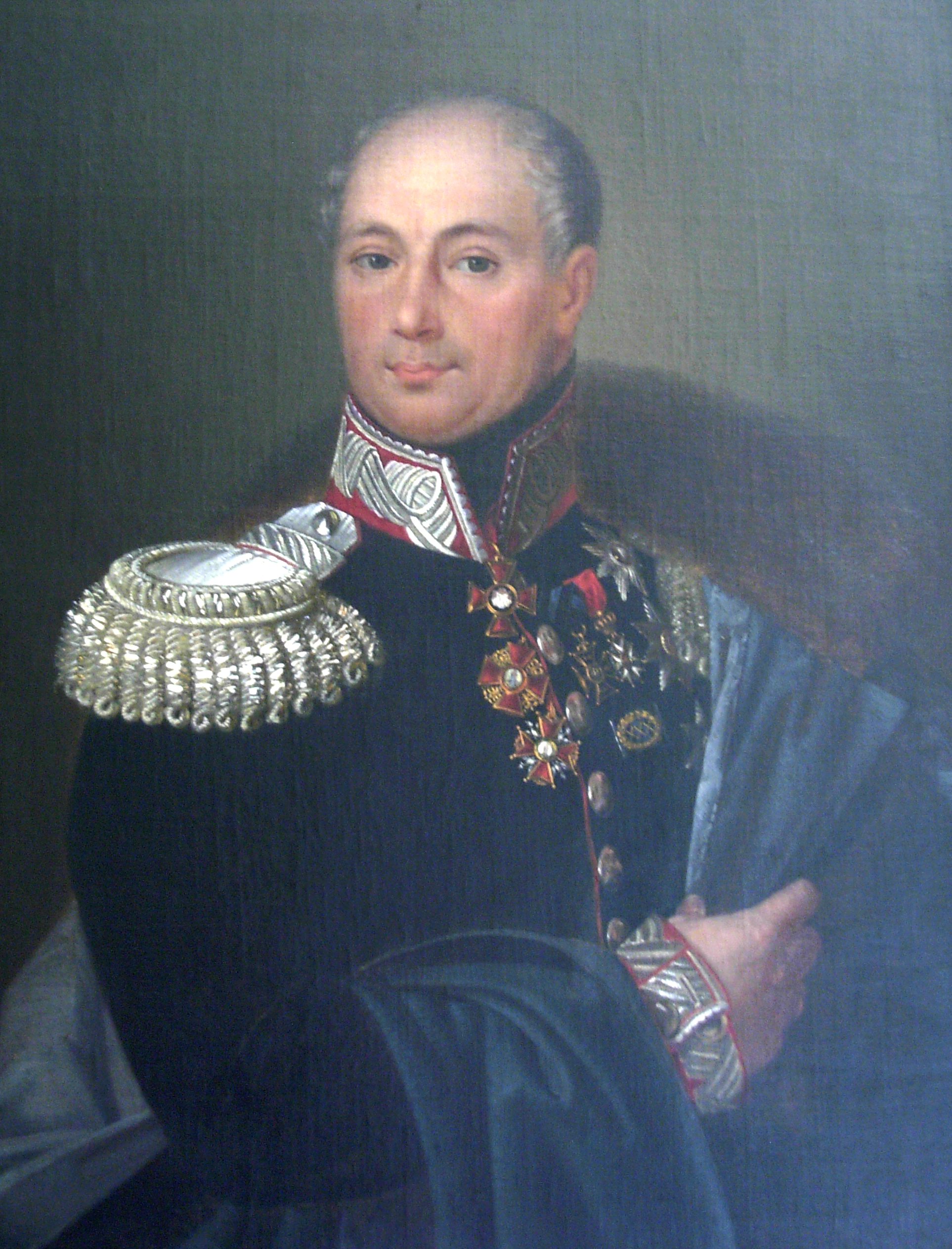
Gen. Stanisław Potocki, dowódca 1 BP do 1818 sprzed wybuchu powstania
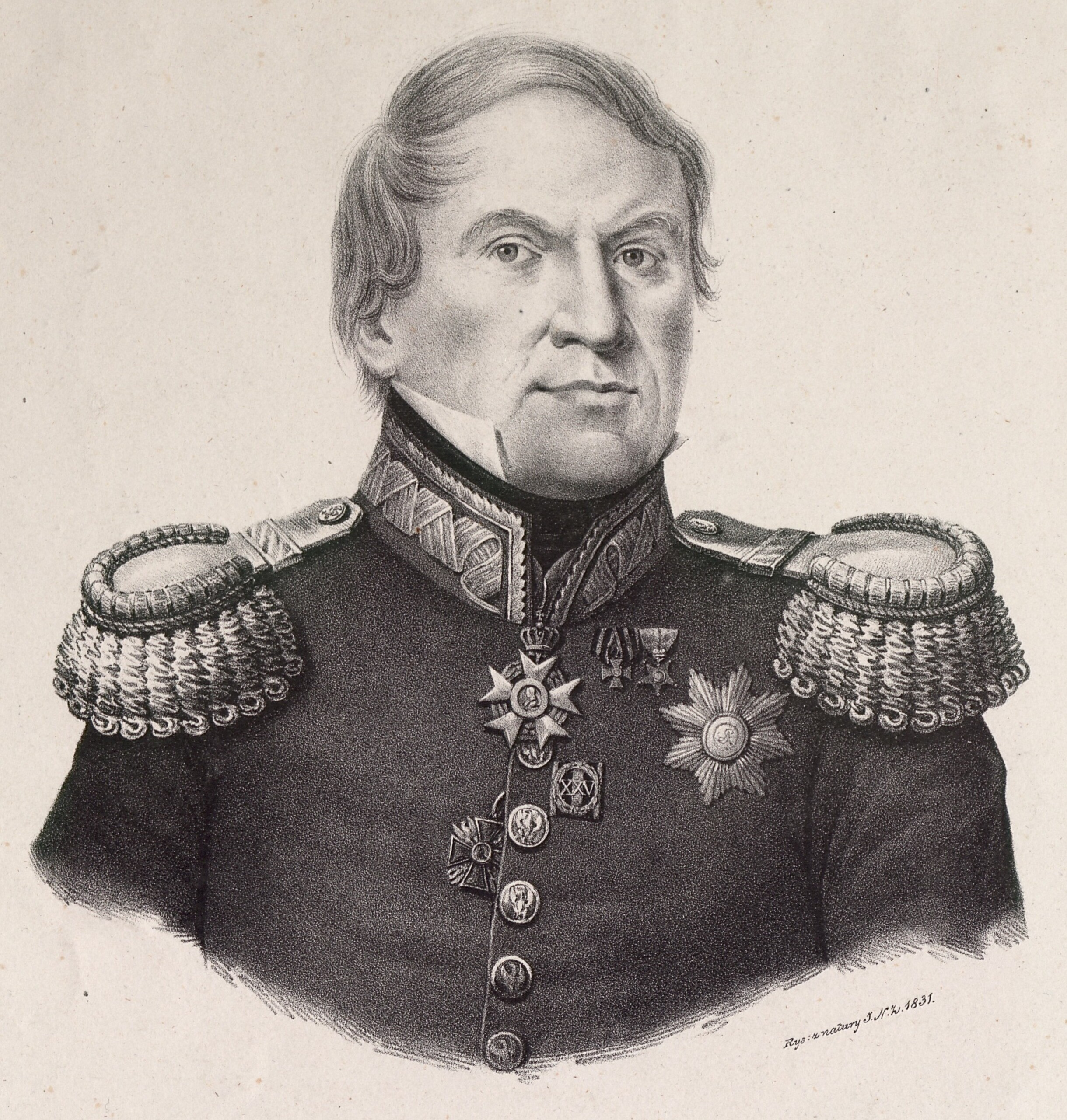
Gen. Jan Krukowiecki, dowódca 1 DP do 28 lutego 1831
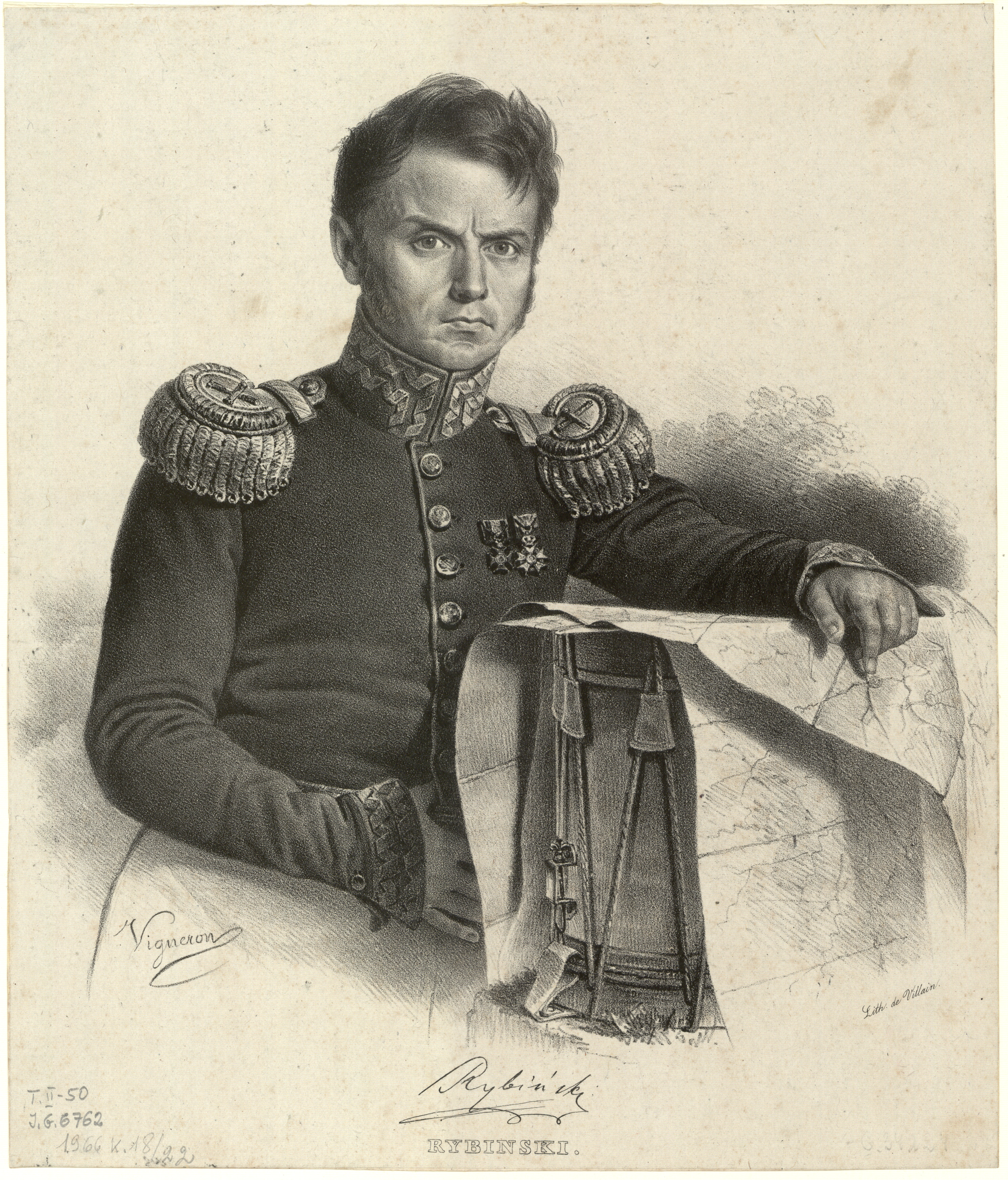
Gen. Maciej Rybiński, dowódca 1 DP od 28 lutego do 10 września 1831

#### Virtuti Militari dla żołnierzy radomskiego 5 ppl
Po wybuchu powstania listopadowego wznowiono nadawanie orderu, który otrzymał uchwałą Sejmu z 19 lutego 1831 nazwę Order Virtuti Militari. Pierwsze nadanie orderu nastąpiło 3 marca 1831, a ostatnie najprawdopodobniej w październiku 1831, bo ostatni naczelny dowódca powstania listopadowego gen. dyw. Maciej Rybiński nadawał ordery na emigracji już po upadku powstania. Po klęsce powstania car Rosji Mikołaj I zniósł order, ustanawiając 31 grudnia 1831 Polski Znak Honorowy, którego odznaka była kopią Orderu Virtuti Militari, lecz nie było to odznaczenie w rozumieniu orderu wojennego, a już na pewno nie polskie.
Wielu żołnierzy radomskiego 5 Pułku Piechoty Liniowej zostało później odznaczonych Orderem „Virtuti Militari”.

#### Jednostki w latach 1831–1863
Od 1863 naczelnikami wojennymi radomskiego okręgu wojskowego byli kolejno: gubernator cywilny hrabia Leoncjusz Opperman, gen. lejtn. Aleksandr Kleonakowicz Uszakow i gen. lejtn. Walery Bellegarde.
Na czele sztabu radomskiego okręgu wojskowego stał płk Włodzimierz Dobrowolski, Polak na służbie carskiej, który dowodził oddziałami rosyjskimi w bitwie pod Małogoszczem. Okręg wojenny radomski z rozkazu głównodowodzącego został 14 października 1861 podzielony na mniejsze jednostki, oddziały wojenne, najczęściej pokrywające się z obszarami powiatów. Były to oddział kielecki pod dowództwem płk Ksawerego Czengiery (dowódcy pułku smoleńskiego), oddział opatowski pułkownika Ładana i oddział sandomierski majora Golubowa.
W Radomiu stacjonowała również licząca 1200 żołnierzy rosyjska 7 Dywizja Piechoty pod dowództwem gen. Aleksandra Uszakowa, który od 27 września 1861 pełnił funkcję naczelnika wojennego radomskiego okręgu wojskowego. Tuż po wybuchu powstania wiele oddziałów 7 DP opuściło Radom i udało się m.in. w rejon Kielc.
Z sześciu wchodzących w skład Mohylewskiego Pułku Piechoty rot od 17 kwietnia 1863 stacjonowały w Radomiu dwie, pozostałe zaś poza miastem. Za koszarami tej jednostki zlokalizowanymi przy drodze prowadzącej w kierunku Warszawy znajdowało się jedno z dwóch miejsc straceń, w którym rozstrzelano 29 uczestników powstania styczniowego w tym pułkownika Zygmunta Chmieleńskiego. Drugie miejsce straceń zlokalizowano na rynku radomskim.
W pobliskiej Jedlni stacjonowała podległa garnizonowi radomskiemu 4 rota 2 Pułku Saperów dowodzona przez kpt. Witkowskiego. Na jednostkę tę w nocy z 22 na 23 stycznia 1863 spiskowcy radomscy pod dowództwem Narcyza Figiettiego przeprowadzili udany atak (opisany poniżej).

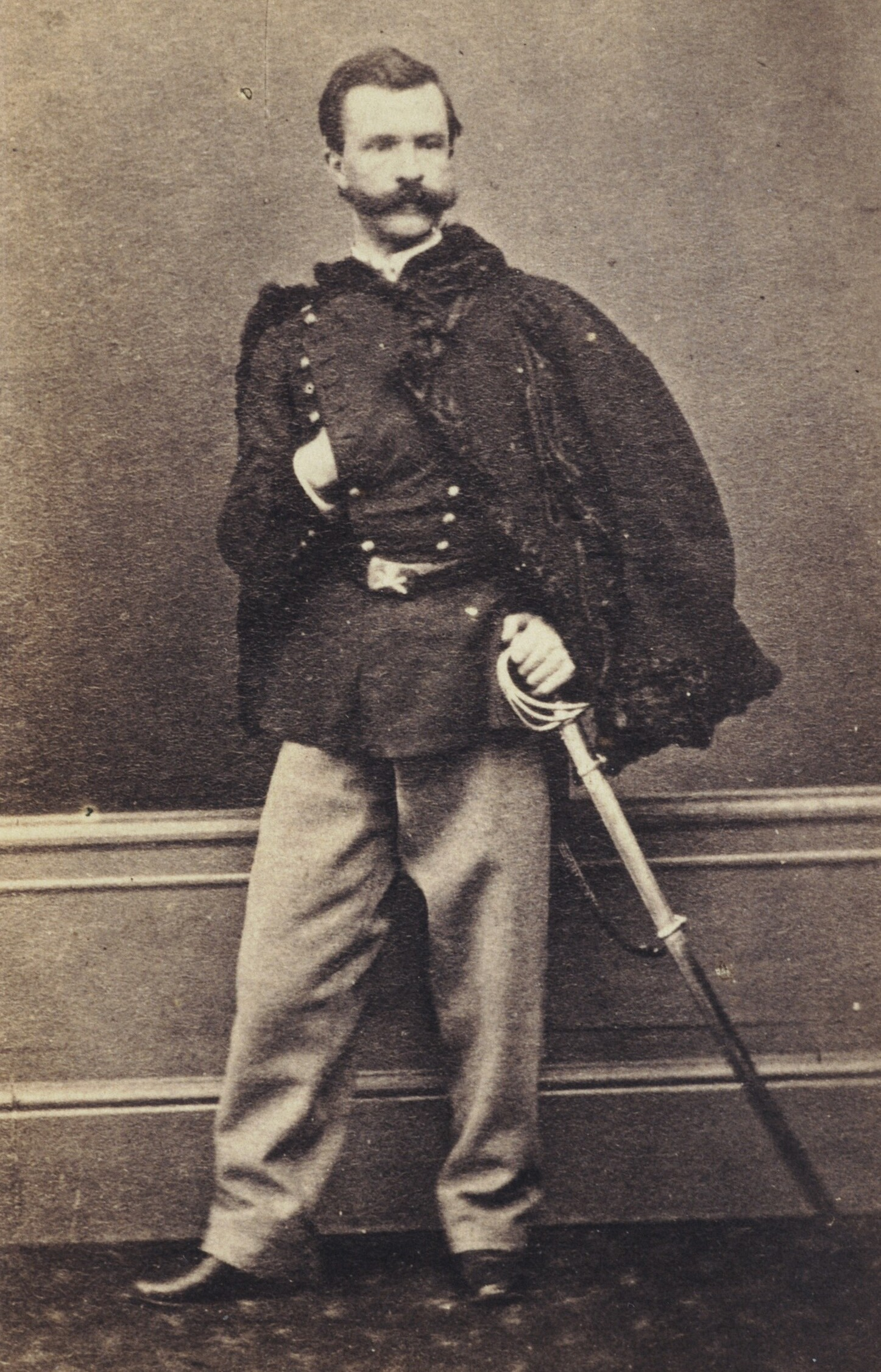
Gen. Marian Langiewicz, jego oddziały walczyły przeciw rosyjskiej 7 DP z Radomia

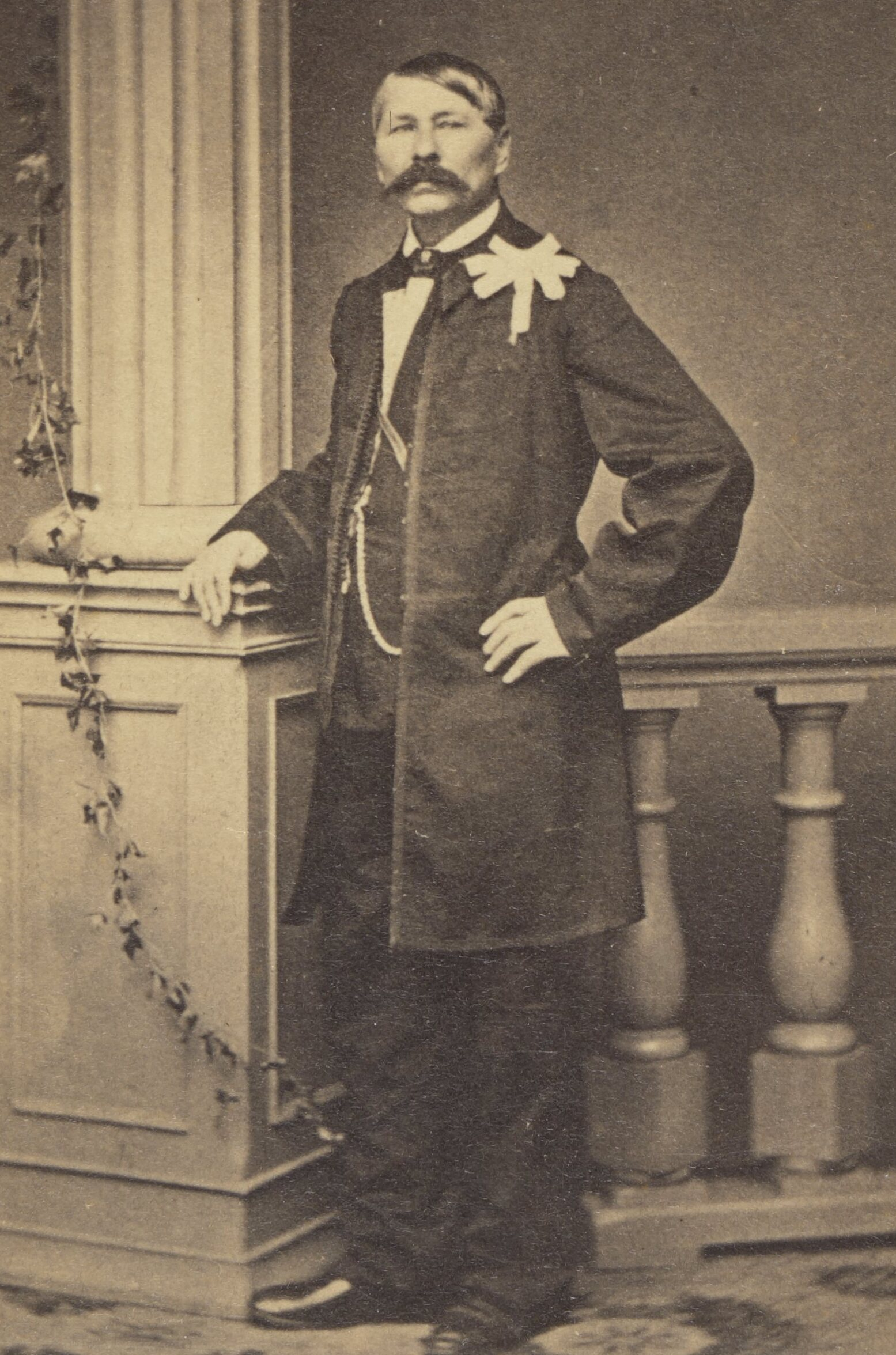
Dionizy Czachowski, jego ciało wystawiono na widok publiczny w radomskich koszarach

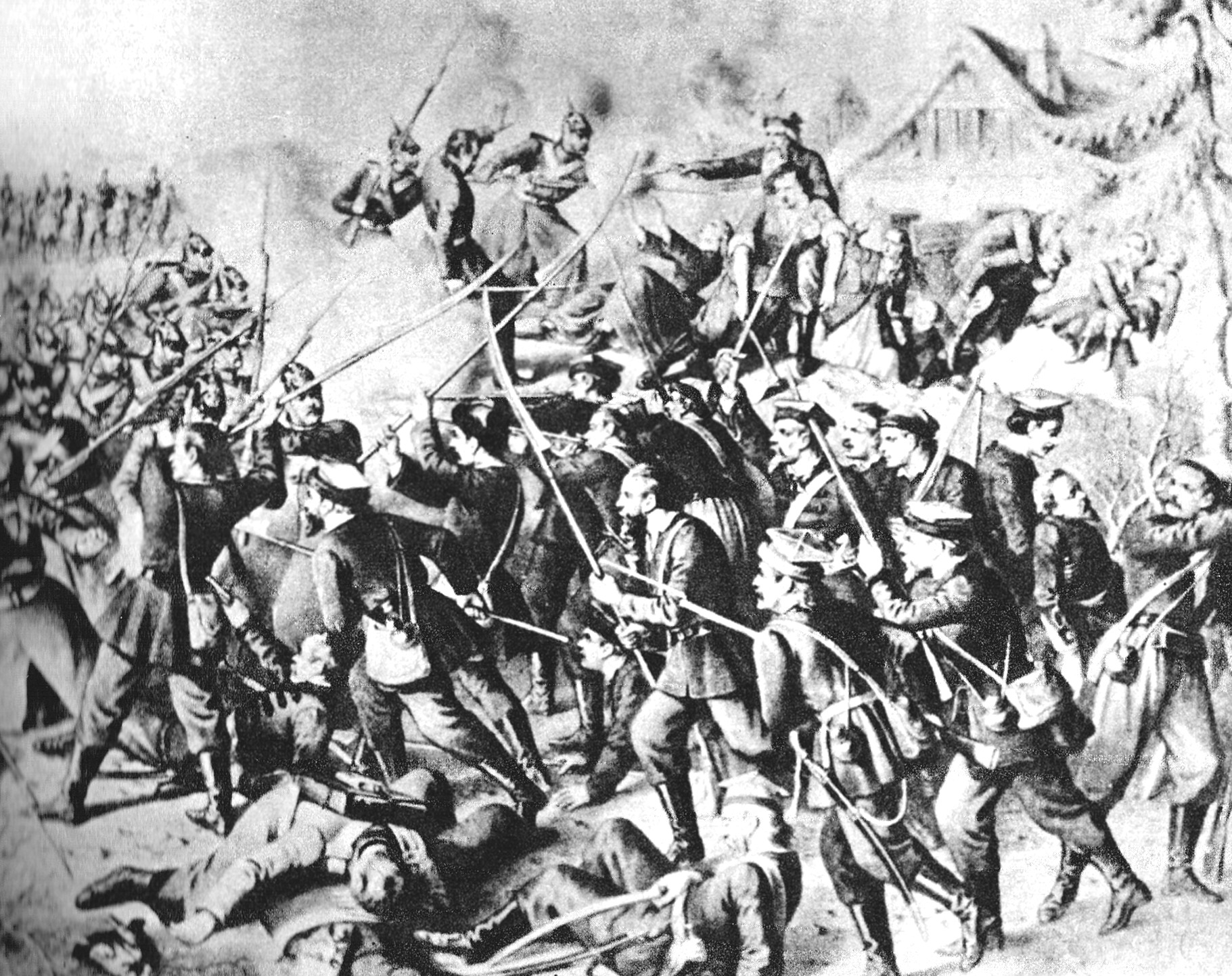
Bitwa pod Małogoszczem – wojskami rosyjskimi dowodził szef sztabu radomskiego okręgu wojskowego płk W. Dobrowolski

Po drugiej stronie Radomia w Szydłowcu stacjonowały dowodzone przez majora Rydygiera (w źródłach również w pisowni: Rüdiger) dwie roty pułku piechoty w składzie 400 żołnierzy. W nocy 23 stycznia 1863 jednostka ta została zaatakowana przez zgrupowania kpt. Augusta Jasińskiego i płk. Mariana Langiewicza. Atak mimo dość chaotycznego przebiegu i przedwczesnej dekonspiracji zakończył się wyparciem Rosjan z miasta. Na skutek rozprężenia jakie zapanowało wśród powstańców po połowicznym zwycięstwie i braku zainteresowania poczynaniami wroga nad ranem nastąpił udany kontratak sił rosyjskich, w wyniku czego powstańcy pod wodzą Langiewicza musieli wycofać się z miasta w kierunku Wąchocka. Rosjanie po powrocie zabili 36 i wzięli do niewoli przeszło 70 mieszczan, oraz księdza proboszcza Aleksandra Malanowicza.

#### Powstanie styczniowe
Dużo większą rolę niż w powstaniu listopadowym odegrał Radom w kolejnym zrywie narodowym jakim było powstanie styczniowe.
W początkach stycznia 1863 do Radomia jako stolicy guberni przybył potajemnie gen. Marian Langiewicz. Zorientował się szybko, że 1200-osobowy garnizon rosyjski stacjonujący w mieście jest zbyt silny dla słabo uzbrojonych i wyszkolonych konspirantów. Mimo to stanął na czele oddziałów powstańczych.
Gdy w nocy z 22 na 23 stycznia 1863 wybuchło powstanie, spiskowcy z Radomia i okolic zdecydowali się zaatakować dwa mniejsze garnizony. Już pierwszego dnia powstania 140 ludzi zebranych w Siczkach przez Narcyza Figietti rozbiło 4 kompanie 2 Pułku Saperów stacjonującą w Jedlni i zdobyło przy tym 40 karabinów. Napad powiódł się powstańcom: zabili 9 ludzi, zranili 11, w tym dowodzącego kapitana Witkowskiego, połowę rozbroili a reszta pod dowództwem podoficera zdołała umknąć. Był to jeden z największych sukcesów powstańczych odniesionych podczas styczniowej nocy w skali całego kraju.
Po dokonaniu napadów wszystkie oddziały sandomierskie pomaszerowały w kierunku Wąchocka, gdzie Marian Langiewicz oznaczył punkt zborny dla sił zbrojnych województwa. Jego wojska stale zasilane były ochotnikami, m.in. uczniami radomskiego gimnazjum.
Powstańcy ponosili jednak na ogół porażki, m.in. w bitwie pod Szydłowcem.
W dniach 1–4 lutego 1863 interwencja rosyjska pod dowództwem gen. Uszakowa, dowódcy radomskiej dywizji, walczyła pod Wąchockiem z wojskami powstańczymi gen. Mariana Langiewicza. Po ciężkich walkach część oddziałów polskich została rozbita, a część wycofała się w Góry Świętokrzyskie.
24 lutego 1863 szef radomskiego okręgu wojskowego płk Włodzimierz Dobrowolski dowodził w wygranej przez oddziały rosyjskie bitwie pod Małogoszczem.
17 kwietnia 1863 naczelnik wojenny Rosji gen. Uszakow wraz z dwiema rotami (kompaniami) Mohylewskiego Pułku Piechoty zajął budynek Resursy Obywatelskiej w Radomiu.
Powstanie upadło ostatecznie jesienią 1864.
8 lipca 1863 naczelnik wojenny oddziału radomskiego nakazał zająć gmach klasztou OO. Bernardynów na potrzeby więzienia dla powstańców. W związku z tym, 24 lipca 1863 wykwaterowani zostali stacjonujący tam dotąd dragoni.
Na początku listopada 1863 w radomskich koszarach wystawiono na widok publiczny ciało płk. Dionizego Czachowskiego, zabitego przez Rosjan pod Wierzchowiskami.

#### Wojsko w latach 1864–1914
Carscy wojskowi piastowali wiele urzędów państwowych w Radomiu. Gubernatorami radomskimi byli m.in. gen. baron Leoncjusz Opperman (1856–1862), gen. Henryk Konstanty Fanshawe (1864–1865), gen. Dmitrij Gawriłowicz Anuczin (1865–1879).
Od lat 70. XIX wieku w Radomiu stacjonował 26 Mohylewski Pułk Piechoty (ros. 26-й пехотный Могилевский полк), liczący blisko 2700 oficerów i żołnierzy. 24 grudnia 1904 na Placu Soborowym (ob. Plac Konstytucji 3 Maja) zginął dowódca pułku – płk Innocenty Bułatow oraz przywódca manifestacji PPS przeciw mobilizacji w związku z wojną rosyjsko-japońską – Wiktor Cymerys-Kwiatkowski.
W 1907 stan garnizonu wynosił około 4380 ludzi, w tym 3 generałów i 160 oficerów.
W czerwcu 1914 wybuchła I wojna światowa. W mieście znajdowały się wówczas: dowództwo 2 Brygady Strzelców, 5 Pułk Strzelców i 2 Strzelecki Dywizjon Artylerii – wszystkie w podległości organizacyjnej lubelskiego 14 Korpusu Armijnego. W sierpniu tegoż roku Radom przez kilka dni okupowany był przez armię Cesarstwa Niemieckiego. Potem opanowali go Austriacy.
W schyłkowym okresie zaboru rosyjskiego w Radomiu urodził się przyszły generał Władysław Bortnowski (1891), a nauki popierali dwaj inni: Józef Dowbor-Muśnicki (do 1881) i Stanisław Grzmot-Skotnicki (matura w 1912).

### Okupacja austriacka 1915–1918

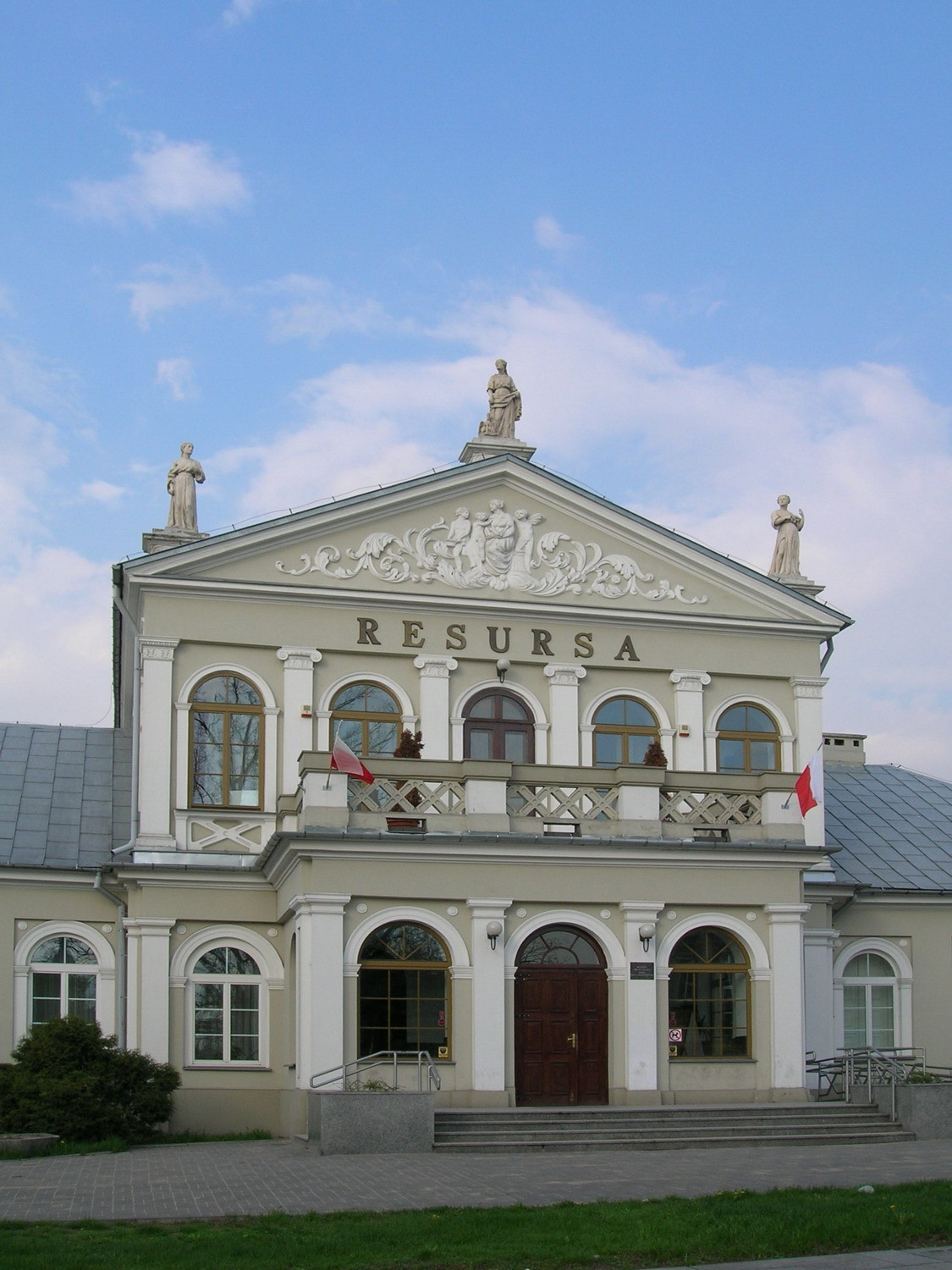
Resursa Obywatelska w Radomiu, szpital polowy w czasie I wojny światowej

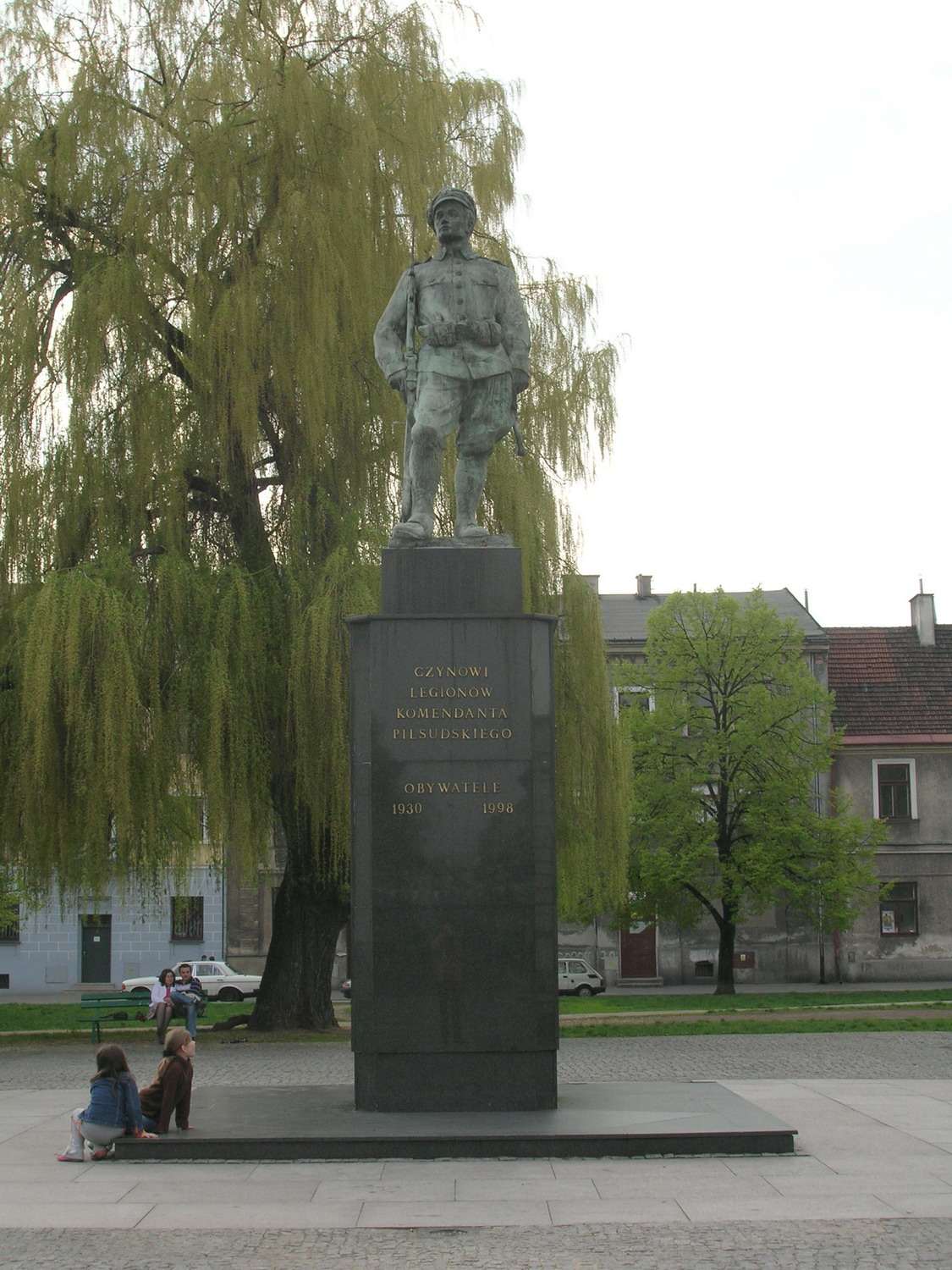
Pomnik Czynu Legionów na radomskim Rynku

W lipcu 1915 Radom został zajęty przez wojska austriackie, co dało możliwość werbowania na terenie miasta i okolic ochotników do tworzonych w Galicji Legionów Polskich. Pierwszy oddział wymaszerował jeszcze w tym samym miesiącu, a kolejne w miesiącach następnych. W Legionach Piłsudskiego nie brakowało ochotników z ziemi radomskiej.
Na Placu Soborowym Austriacy zaprezentowali trofea wojenne zdobyte na Rosjanach, głównie działa polowe i sztandary. Na dworzec kolejowy w Radomiu przybywali lekko ranni żołnierze, którzy wymagali rekonwalescencji. Szpital polowy urządzono w budynku Resursy Obywatelskiej przy ul. Jacka Malczewskiego.
Jeden z oficerów mjr Michał Tadeusz Brzęk-Osiński zaproponował, aby na rynku w miejscu zbudowanej przez zaborców szubienicy postawić pomnik Czynu Legionów i przedstawił ten pomysł Piłsudskiemu. Po odrzuceniu przez marszałka kolejnych projektów wręczył on Osińskiemu mały posążek legionisty z karabinem u nogi, którego autorem był krakowski rzeźbiarz, oficer I Brygady Legionów Włodzimierz Konieczny. Rzeźba powstała w okopach pod Kostiuchnówką na Wołyniu, gdzie Konieczny wykonał ją uwieczniając postać jednego z żołnierzy. Następnego dnia zarówno autor posążka, jak i pozujący mu żołnierz polegli w bitwie, a figurka trafiła do rąk Piłsudskiego jako prezent imieninowy od legionistów. Obecnie znajdujący się na radomskim rynku pomnik jest powiększoną kopią figurki. Pierwszy egzemplarz pomnika odlano go ze spiżu uzyskanego z czterech austriackich armat z Krakowa i odsłonięto podczas IX Zjazdu Legionów Polskich w 1930. W 1940 pomnik został zburzony przez Niemców, ale w 1998 jego kopia powróciła na rynek w Radomiu.
Major Michał Tadeusz Brzęk-Osiński był ostatnim żyjącym żołnierzem I Kompanii Kadrowej, zmarł w 1983 w Radomiu.
Miasto Radom stanowiło niegdyś Obwód 1 Okręgu Radomskiego POW. Komendantami tego okręgu byli kolejno: Karol Rybasiewicz (1914–1915), Stanisław Hempel „Waligóra” (1915), Ignacy Boerner (1915–?) i Józef Marjański „Marski”, „Roman”, „Wrzos” (1918).
Członkowie radomskiego POW:

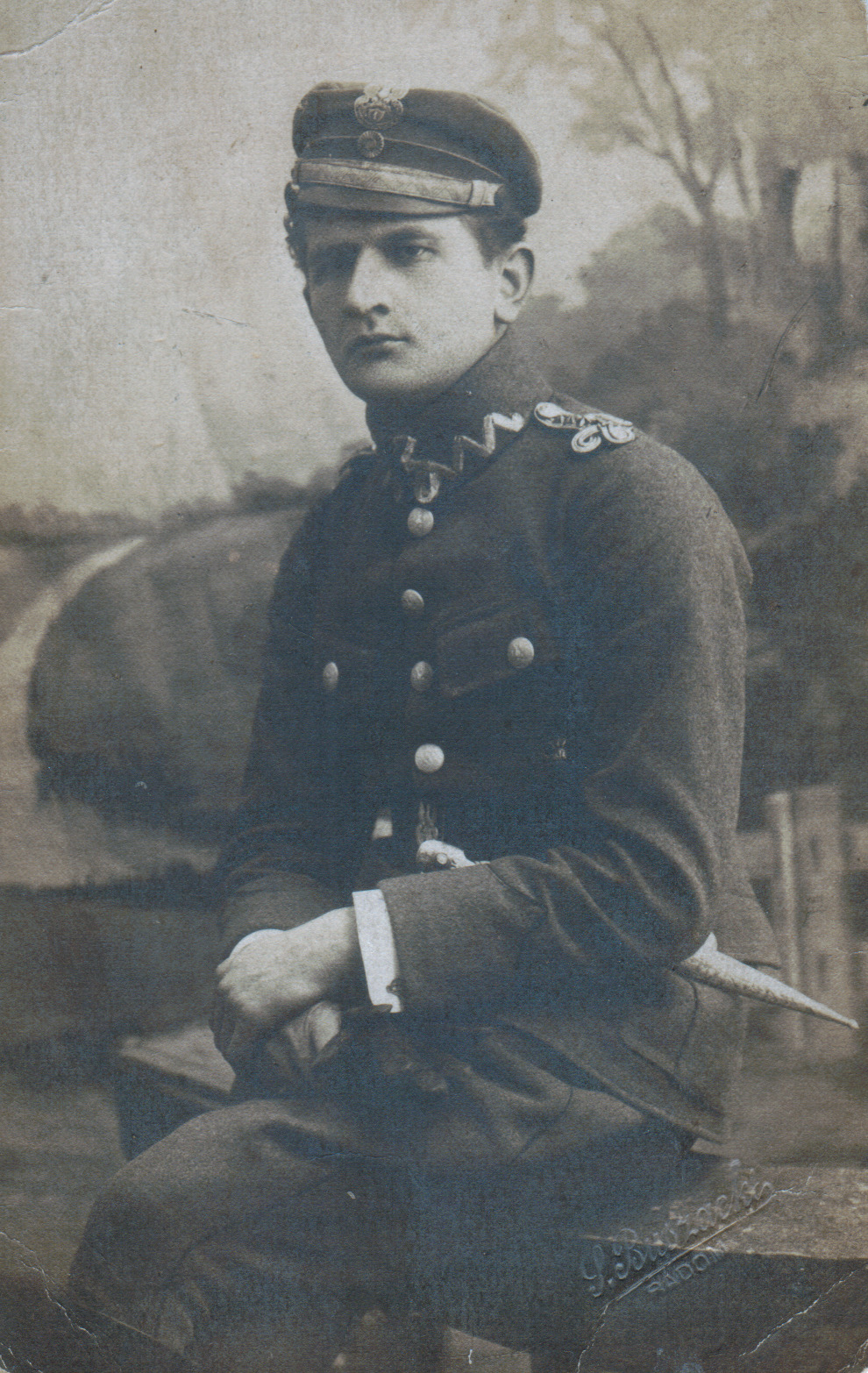
Józef Marjański

Trzy lata po zajęciu miasta przez Austriaków, dnia 2 listopada 1918 garnizon austriackich wojsk okupacyjnych został rozbrojony przez członków Polskiej Organizacji Wojskowej, oraz zwykłych mieszkańców Radomia. Austriaccy żołnierze oddali miasto bez jednego wystrzału.
Dzień 2 listopada 1918 stał się pierwszym dniem niepodległości miasta.

### II Rzeczpospolita

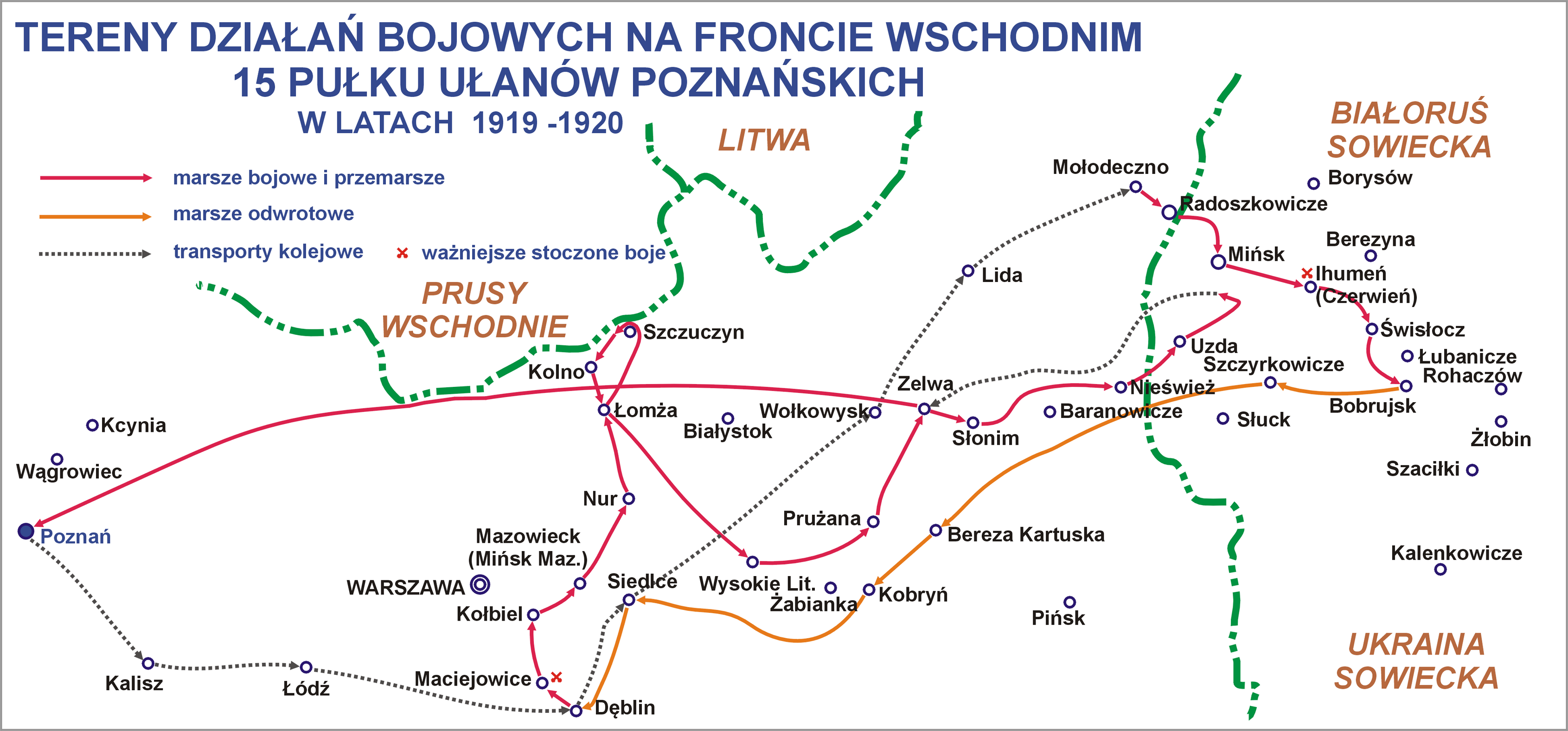
Radom wśród terenów działań 15 Pułku Ułanów Poznańskich 1919–1920

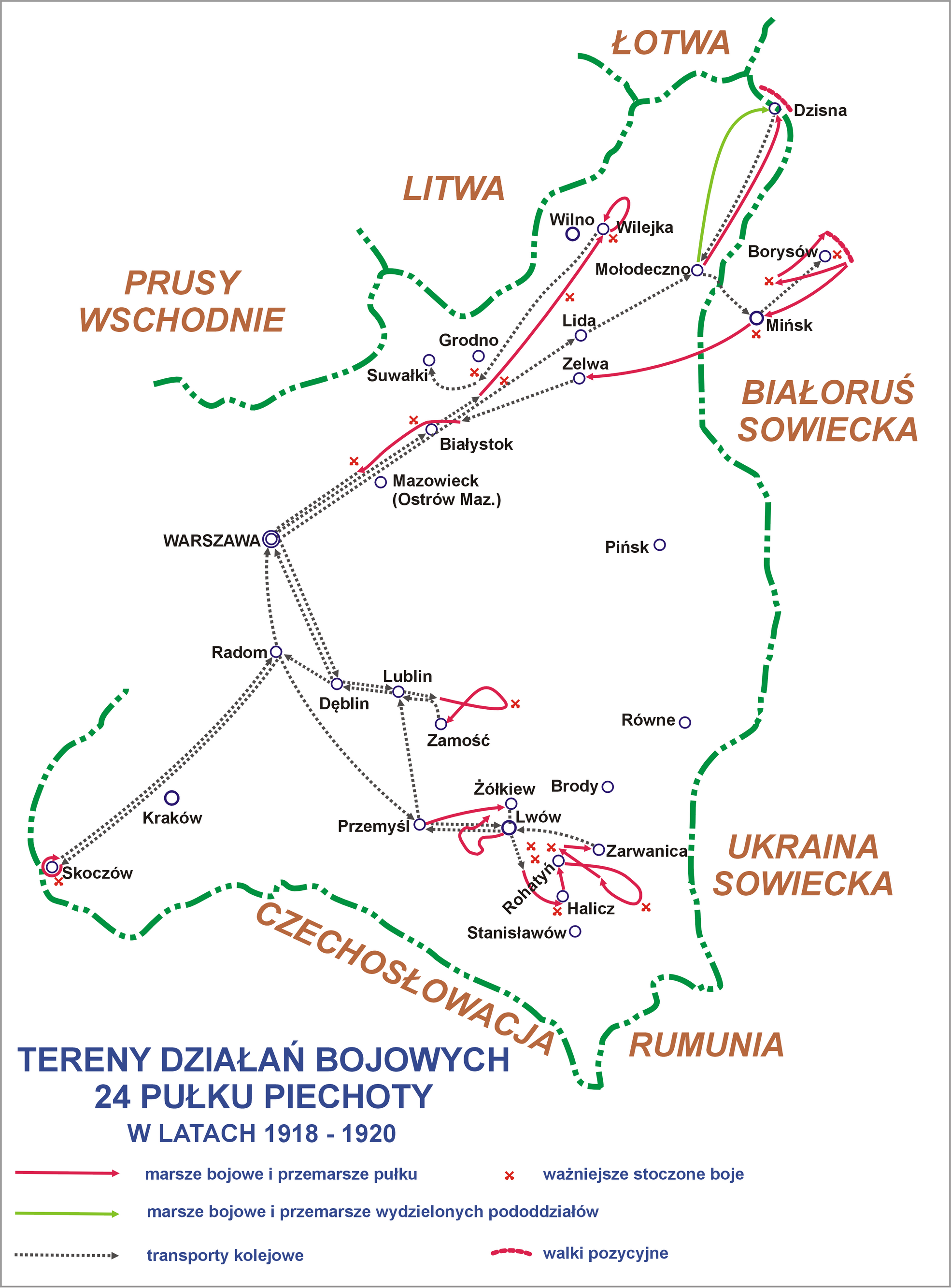
Radom wśród terenów działań 24 Pułku Piechoty 1918–1920

Komisarz rządowy powiatowy Z. Słomiński na mocy rozkazu szefa Sztabu Tadeusza Rozwadowskiego z 1 listopada polecił Józefowi Marjańskiemu objąć komendę nad Wojskiem Polskim w powiecie radomskim. Jednocześnie polecił obsadzić warty przy składach i na rogatkach.
9 listopada o godz. 12 na Placu 3 Maja nastąpiło zaprzysiężenie Wojska Polskiego Tymczasowemu Rządowi Ludowemu Republiki Polskiej Ignacego Daszyńskiego. Na uroczystość w specjalnym rozkazie zapraszali komendant placu kpt. Józef Marjański, adiutant komendy placu Tatarski, komisarz cywilny miasta Aleksy Rżewski oraz starosta Z. Słomiński.
Tuż po odzyskaniu niepodległości w 1918 w mieście stacjonowały IV (radomski) szwadron 11 Pułku Ułanów Legionowych oraz I batalion 25 Pułku Piechoty.
W czasie wojny polsko-bolszewickiej przez Radom przejeżdżały liczne transporty kolejowe z oddziałami wojskowymi Wojska Polskiego, tj. np. 15 Pułk Ułanów Poznańskich czy sformowany na ziemi radomskiej z kadr POW – 24 Pułk Piechoty. 20 września 1920 w Radomiu gościł gen. Józef Haller.
Od 1922 stałe miejsce postoju w Radomiu miał 72 Pułk Piechoty im. Dionizego Czachowskiego. W mieście przebywał delegat Sztabu Generalnego przy Okręgowej Dyrekcji Kolei Państwowych.
W 1930 w Radomiu odbył się IX Zjazd Legionów Polskich przy udziale samego Józefa Piłsudskiego. W Teatrze Rozmaitości otwarto lokal Federacji Polskich Związków Obrońców Ojczyzny. Bp Bandurski podczas mszy polowej na Rynku wygłosił kazanie oraz poświęcił 3 sztandary (Związku Inwalidów Wojennych, Okręgowego Związku Legionistów w Radomiu, Związku Rezerwistów i byłych wojskowych WP w Zagożdżonie).

#### Jednostki w latach 1918–1939
- IV (radomski) szwadron 11 Pułku Ułanów Legionowych; szwadron ten powstał na początku listopada 1918. Był organizowany z kadry legionistów. Do szwadronu zgłaszali się ochotnicy często z własnymi końmi. Oddział rozwijał się bardzo szybko i już 14 listopada liczył z górą 5 plutonów. Jeden z nich został przydzielony do 1 Pułku Ułanów. Pozostałe 15 grudnia zostały skierowane na front ukraiński, jednak z powodu zamieszek połowa szwadronu została skierowana do Zamościa. Pozostali przydzieleni do grupy „Bug” stoczyli szereg walk w okolicach Rawy Ruskiej. Po zluzowaniu pozostającej w Zamościu połowy szwadronu „kadrą szwadronu”, czyli ułanami z braku koni pozostawionymi w Radomiu szwadron połączył się w Rawie Ruskiej. Stamtąd zluzowany przez 2 Pułk Ułanów Grochowskich 3 kwietnia 1919 odszedł do Pińczowa – miejsca organizacji 11 Pułku Ułanów (pierwotnie pułk miał być formowany w Sandomierzu)[15][16].
- 24 Pułk Piechoty; sformowany w listopadzie 1918 z kadr radomskiej POW
- batalion szturmowy odtwarzanego 6 Pułku Piechoty Legionów został sformowany na początku 1919 w Radomiu. 9 stycznia 1919 wszedł do walki o linię kolejową Lwów – Przemyśl. W kwietniu 1919 uczestniczył w walkach o Lidę. Przesunięty pod Wilno, połączył się z II i III batalionem.
- I batalion 25 Pułku Piechoty (styczeń 1919); batalion maszerował z Kielc do Dęblina i dalej na front wojny polsko-bolszewickiej. W nocy z 6 na 7 stycznia 1919, czyli w okresie gorących walk o Lwów, I batalion 25 Pułku Piechoty został zaatakowany w Radomiu przez batalion Milicji Ludowej. Wynikiem tego napadu była parogodzinna krwawa potyczka pociągająca za sobą sporo zabitych i rannych a zakończona z trudem wywalczonym zwycięstwem regularnego wojska.
- 28 Pułk Artylerii Lekkiej (1921–1922); pułk powstał 7 września 1921 w Zambrowie przez połączenie się III dywizjonu 8 Pułku Artylerii Polowej i III dywizjonu 18 Pułku Artylerii Polowej. W dniach 19–21 września 1921 pułk przeszedł do nowego miejsca postoju w Radomiu. Z powodu braku odpowiedniego pomieszczenia w 1922 cały pułk przeszedł z Radomia do nowego miejsca postoju w Zajezierzu pod Dęblinem[17].
- 72 Pułk Piechoty im. Dionizego Czachowskiego (1922–1939); 24 kwietnia 1922 72 pp. przybył z Warszawy do Radomia i pozostał tu aż do wybuchu II wojny światowej[18].

72 Pułk Piechoty wywodzi swój rodowód ze 145 pp formowanego w składzie łomżyńskiej 18 Dywizji Piechoty. 145 pp walczył w wojnie polsko-bolszewickiej, następnie w 1921 stacjonował kolejno w Pińsku, Sarnach i Brześciu nad Bugiem. Po zakończeniu wojny polsko-bolszewickiej 72 pp i 49 pp zostały wydzielone ze składu 18 DP, a w ich miejsce wszedł 33 pp zorganizowany na ziemi łomżyńskiej. 72 pp wszedł wówczas w skład 28 Dywizji Piechoty.
8 października 1921 72 pp przybył do Warszawy, natomiast 24 kwietnia 1922 znalazł się w Radomiu. 19 sierpnia 1923 prezydent RP Stanisław Wojciechowski wręczył pułkowi przepisową, trzecią z rzędu chorągiew pułkową, ufundowaną przez Komitet miasta Radom i powiatu radomskiego (pierwszą chorągiew ufundowało włoskie miasto Chivasso, natomiast drugą Koło Ziemianek w Łowiczu); podczas uroczystej mszy św. na dziedzińcu koszarowym ks. biskup polowy Stanisław Gall poświęcił chorągiew.

### II wojna światowa

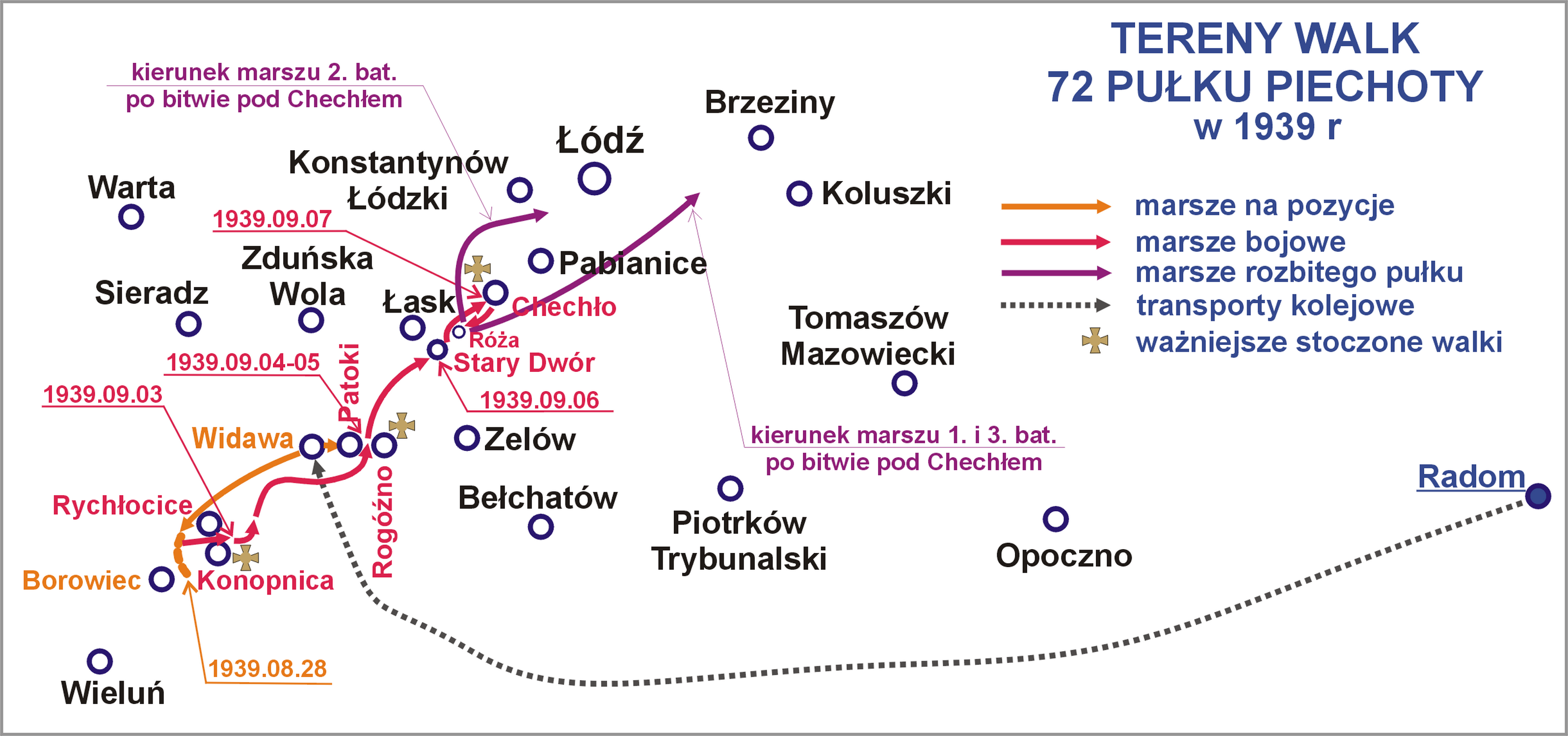
Tereny walk 72 Pułku Piechoty z Radomia w 1939 r.

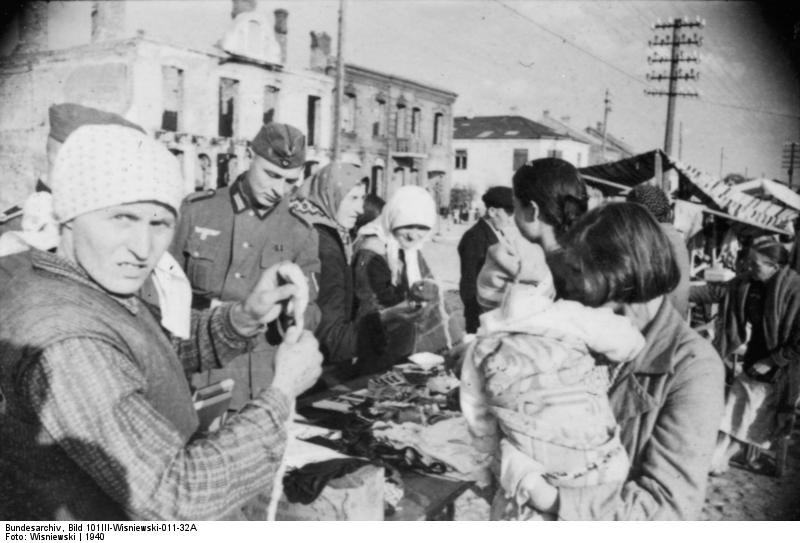
Niemiecki żołnierz wśród ludności cywilnej w Radomiu

Pierwsze bomby spadły na miasto już 1 września 1939. Stacjonujący w Radomiu 72 Pułk Piechoty, wchodzący w skład 28 Dywizji Piechoty Armii „Łódź” poniósł ciężkie straty w wojnie obronnej 1939. W Radomiu zmobilizowano także 93 Pułk Piechoty (dowództwo, I batalion i oddziały pozabatalionowe), który wszedł w skład Podgrupy „Radom” Bronisława Kowalczewskiego w Grupie „Kielce” Glapisza.
8 września 1939 do miasta z kierunku Końskich wjechały czołgi i wozy opancerzone 1 Dywizji Lekkiej gen. mjr. Friedricha Wilhelma von Loepera.
Zajęcie miasta przez Niemców oznaczało początek ponad pięcioletniej okupacji, stojącej pod znakiem masowych represji i prześladowań. Przez kilka pierwszych tygodni władzę w Radomiu sprawowało przedstawicielstwo Wehrmachtu. W okresie tym utworzono między innymi obóz jeniecki dla polskich żołnierzy (teren koszar przy ul. Andrzeja Struga) oraz kilka szpitali wojskowych.
Radom stał się miastem wydzielonym na prawach starostwa grodzkiego, a jednocześnie stolicą jednego z dystryktów Generalnego Gubernatorstwa. Spowodowało to, iż w mieście ulokowano liczne urzędy administracji cywilnej i sądownictwa oraz silne struktury policyjne. W kontekście okupacji niemieckiej Radomia można wymienić nazwiska kilku dygnitarzy administracji niemieckiej:
- Fritz Katzmann (1906–1957) – od listopada 1939 do sierpnia 1941 Höhere SS- und Polizeiführer (HSSPF, Wyższy Dowódca SS i Policji) na dystrykt radomski Generalnego Gubernatorstwa;
- Karl Oberg (1897–1965) – od 8 kwietnia 1941 do 12 maja 1942 SS- und Polizeiführer (SSPF) w Radomiu;
- Herbert Böttcher – od 1942 do 1945 SS- und Polizeiführer (SSPF) w Radomiu;
- Wilhelm Bluhm (1899–1943) – od 8 listopada 1940 do 1 marca 1941 Sicherheitspolizei- und SD-Führer (SPSDF) w Radomiu;
- Karl Diebitsch – SS-Obersturmbannführer, dowódca utworzonego w listopadzie 1940 i stacjonującego w Radomiu pułku SS-Totenkopf-Standarte 11, od 25 lutego 1941 pn. SS-Infanterie-Regiment 11.

Teren byłego poligonu wojskowego koło wsi Firlej był największym miejscem masowych straceń, które trwały aż do stycznia 1945.

#### Siły niemieckie
Do końca okupacji Radom był również miejscem stacjonowania wielu jednostek wojskowych:
- 357 Dywizja Piechoty – sformowana 11 listopada 1943 na poligonie Radom z resztek 327 DP; d-ca Generalleutnant Wolfgang von Kluge
  - 944 Pułk Grenadierów (Grenadier-Regiment 944) – 1 grudnia 1943
  - 945 Pułk Grenadierów (Grenadier-Regiment 945) – 1 grudnia 1943
  - 946 Pułk Grenadierów (Grenadier-Regiment 946) – 1 grudnia 1943
  - 357 Pułk Artylerii (Artillerie-Regiment 357) – 30 listopada 1943
  - 357 batalion pionierów (Pionier-Bataillon 357)
  - 357 dywizyjny batalion fizylierów
  - 357 oddział przeciwpancerny
  - 357 oddział łączności
  - 357 polowy batalion zapasowy (Feldersatz-Bataillon 357)
- 359 Dywizja Piechoty – sformowana 11 listopada 1943 na poligonie Radom z resztek 293 DP; d-ca Generalleutnant Siegmund von Schleinitz
  - 947 Pułk Grenadierów (Grenadier-Regiment 947) – 1 grudnia 1943
  - 948 Pułk Grenadierów (Grenadier-Regiment 948) – 1 grudnia 1943
  - 949 Pułk Grenadierów (Grenadier-Regiment 949) – 1 grudnia 1943
  - 359 Pułk Artylerii (Artillerie-Regiment 359) – 20 grudnia 1943
  - 359 batalion pionierów (Pionier-Bataillon 359) – 26 listopada 1943
  - 359 dywizyjny batalion fizylierów – 25 listopada 1943
  - 359 oddział przeciwpancerny
  - 359 oddział łączności
  - 359 polowy batalion zapasowy (Feldersatz-Bataillon 359) – 19 stycznia 1944
- 65 Pułk Strzelców Krajowych (Landesschützen-Regiment 65)
- 68 Batalion Zabezpieczenia (Sicherungs-Bataillon 688)
- 561 Batalion Strzelców Krajowych (Landesschützen-Bataillon 561)
- 781 Batalion Turkmeński (Turk.-Bataillon 781)
- 782 Batalion Turkmeński (Turk.-Bataillon 782)

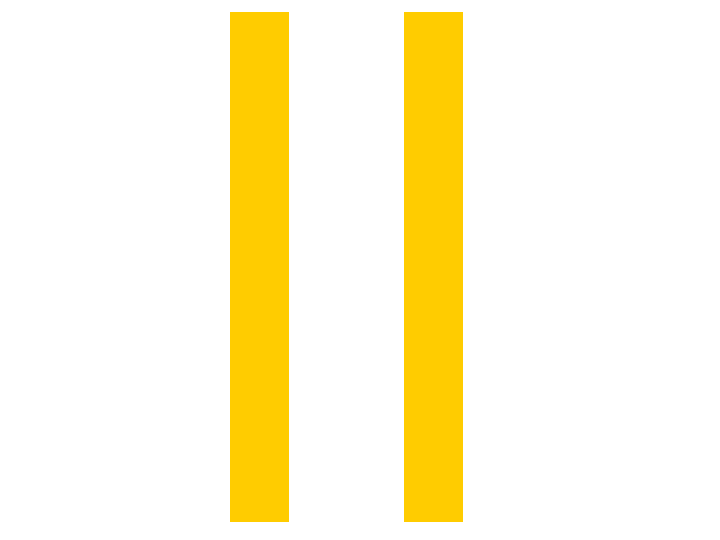
Znak taktyczny 19 DPanc. 1943–1945

Od listopada 1944 do stycznia 1945 w Radomiu i okolicach operowały:
- 19 Dywizja Pancerna (niem. 19. Panzer-Division) – d-ca Generalleutnant Hans Källner (maj 1944 – marzec 1945);
- 25 Dywizja Pancerna (niem. 25. Panzer-Division) – d-ca Generalmajor Oskar Audörsch (od 18 sierpnia 1944 do kapitulacji).

#### Podziemie zbrojne
W latach 1939–1945 Radom był także silnym ośrodkiem podziemia wojskowego. Pierwsze struktury konspiracyjne stworzyły tu m.in. Radomska Organizacja Bojowa, Służba Zwycięstwu Polski oraz Polska Niepodległa.
W następnych latach miasto było siedzibą Komendy Obwodu Radom Armii Krajowej (krypt. „Cholewa”, „Ogrody”, „Agawa”, „Marian”), obejmującego miasto i powiat, a także Komendy Inspektoratu, kierowanego przez ppłka Zygmunta Żywockiego ps. „Wujek”. AK posiadała na tym terenie bardzo silne i aktywne zaplecze w postaci konspiracyjnej chorągwi ZHP, działającego w latach wojny pod kryptonimem Szare Szeregi.
W mieście istniały również podziemne struktury Batalionów Chłopskich (BCh), Narodowej Organizacji Wojskowej (NOW) i Narodowych Sił Zbrojnych (NSZ), a także podziemia lewicy komunistycznej, w tym Gwardii Ludowej.
Pod koniec wojny w Radomiu mieściło się także dowództwo Okręgu 7 Armii Ludowej na czele z por. Józefem Jaroszem ps. „Wicek”. Okręg 7 AL wchodził w skład Obwodu III radomsko-kieleckiego pod dowództwem ppłk. Andrzeja Adryana ps. „Felek” (do czerwca 1944), a następnie ppłk. Mieczysława Moczara ps. „Mietek” (25 czerwca 1944 – styczeń 1945).
W nocy z 15 na 16 stycznia 1945 Radom został zajęty przez Armię Czerwoną po krótkotrwałych, ale ciężkich walkach korpusu pancernego Michaiła Orłowa przeciw siłom niemieckim. 16 stycznia 1975, czyli w 30. rocznicę wkroczenia wojsk radzieckich do Radomia, Michaił Orłow otrzymał tytuł honorowego obywatela miasta.

### Lata powojenne

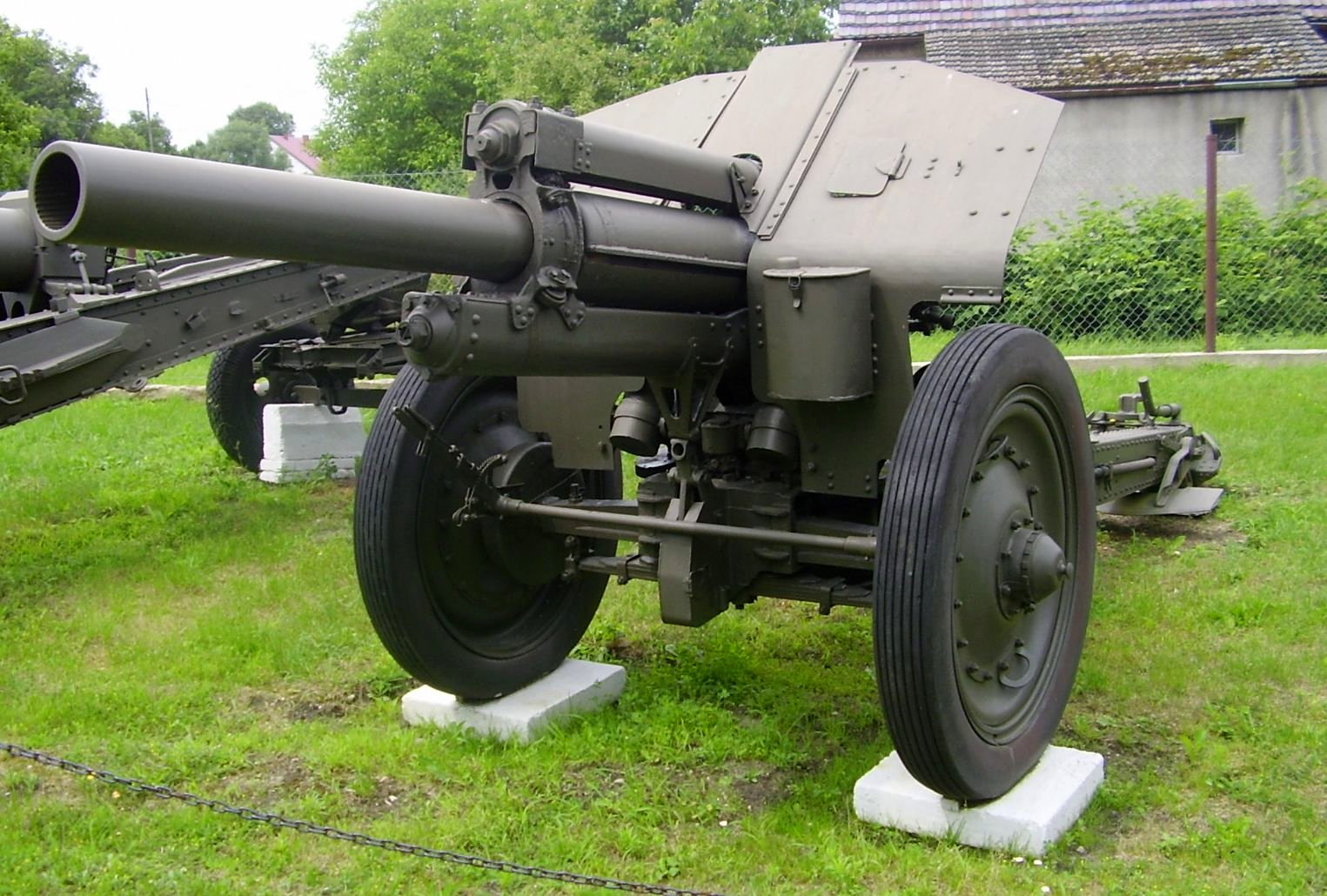
122 mm haubica wz. 1938 (M-30), także na wyposażenie 2 pal w Radomiu

Tuż po zakończeniu II wojny światowej w Radomiu stacjonowały jednostki wojskowe, podległe 2 Dywizji Piechoty im. Henryka Dąbrowskiego z dowództwem w Kielcach. Istniała tu również Stała Grupa Operacyjna Korpusu Bezpieczeństwa Wewnętrznego.

#### Jednostki regularne do 1949
- 2 Pułk Artylerii Lekkiej (podlegał 2 Warszawskiej Dywizji Piechoty im. Henryka Dąbrowskiego), w maju 1949 przeniesiony do Garnizonu Szczecin i przyporządkowany 12 Dywizji Piechoty
- 2 dywizjon artylerii przeciwpancernej (podlegał 2 Warszawskiej Dywizji Piechoty im. Henryka Dąbrowskiego), w maju 1949 przeniesiony do Garnizonu Szczecin i przyporządkowany 12 Dywizji Piechoty

#### Jednostki Korpusu Bezpieczeństwa Wewnętrznego
- Stała Grupa Operacyjna KBW w Radomiu (w sile batalionu)

Wytyczne do utworzenia pododdziału wydane zostały 12 lutego 1948. Grupa Operacyjna powstała w celu likwidacji „band” Tadeusza Zielińskiego „Igły”, Antoniego Szeligi „Wichra” i Aleksandra Młyńskiego „Drągala”. Sztab SGO KBW został rozlokowany w siedzibie Powiatowego Urzędu Bezpieczeństwa Publicznego (PUBP) w Radomiu.

### Ciekawostki

#### Radomski Pododdział Konny

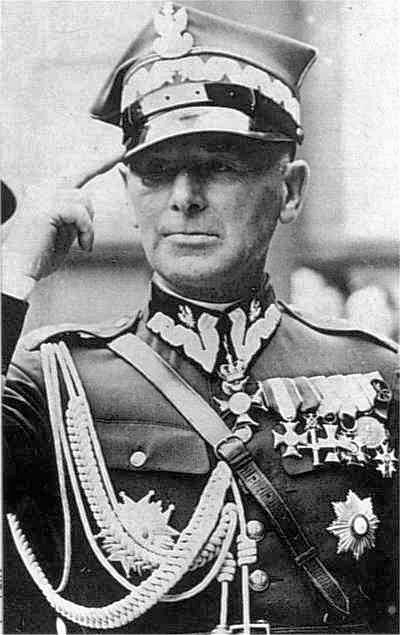
Edward Śmigły-Rydz, patron 11 Pułku Ułanów Legionowych

Tradycje radomskiej kawalerii kontynuuje Radomski Pododdział Konny – Stowarzyszenia Miłośników Barwy i Tradycji 11 Pułku Ułanów Legionowych im. Edwarda Rydza-Śmigłego Marszałka Polski.
Grupę stanowią osoby skupione wokół Ośrodka Jeździeckiego – Studenckiego Klubu Jeździeckiego Politechniki Radomskiej pod dowództwem por. kawalerii ochotniczej Pawła Łuk-Murawskiego. Od 1995 uczestniczą oni w uroczystościach świąt państwowych na ulicach Radomia.
Radomski Pododdział Konny kontynuuje tradycję kawaleryjską 4 Szwadronu „Radomskiego” wchodzącego ongiś w skład 11 Pułku Ułanów Legionowych. IV szwadron tego pułku stacjonował właśnie w Radomiu i nazywał się „Radomskim”.
Współcześni ułani radomscy, wspólnie z podobnymi grupami w kraju, tworzą Kawalerię Ochotniczą RP. Działalność kawalerzystów prowadzona jest w ścisłej współpracy z władzami wojskowymi garnizonu radomskiego. Członkowie pododdziału mają zgodę na używanie mundurów i stopni kawaleryjskich. Działalność ta nadzorowana jest przez Stowarzyszenie Weteranów Żołnierzy 11 Pułku Ułanów Legionowych, którzy wyróżnili niektórych członków pododdziału, prawem do posiadania Krzyża – odznaki pułkowej. Radomski pododdział konny, uczestniczy aktywnie w rekonstrukcji historycznej wydarzeń z okresu powstania styczniowego oraz II wojny światowej, jak również rekonstrukcji „Bitwy Warszawskiej”.
Radomski Pododdział Konny współpracuje z Fabryką Broni w Radomiu. Z inicjatywy Zarządu Fabryki Broni i dowódcy Pododdziału wykonywana została replika legendarnego pistoletu VIS. Fabryka funduje repliki pistoletów w ramach nagrody m.in. na zawodach kawaleryjskich (Mistrzostwa Polski Formacji Kawaleryjskich – organizowane corocznie w Ossowie k. Warszawy, na historycznych polach „Bitwy Warszawskiej 1920”) lub jako wyróżnienie za promocję Fabryki Broni (repliki VIS-a nie można kupić).
Skład:
- por. Paweł Łuk-Murawski
- por. Witold Putkiewicz
- chor. Adam Fołtyn
- chor. Rafał Kratke
- chor. Marian Kratke
- st.wachm. Robert Gołębiowski
- kpr. Jacek Fryskowski
- st.ułan Łukasz Borysiuk
- st.ułan Kacper Łuk Murawski

Ważniejsze wydarzenia z życia pododdziału:

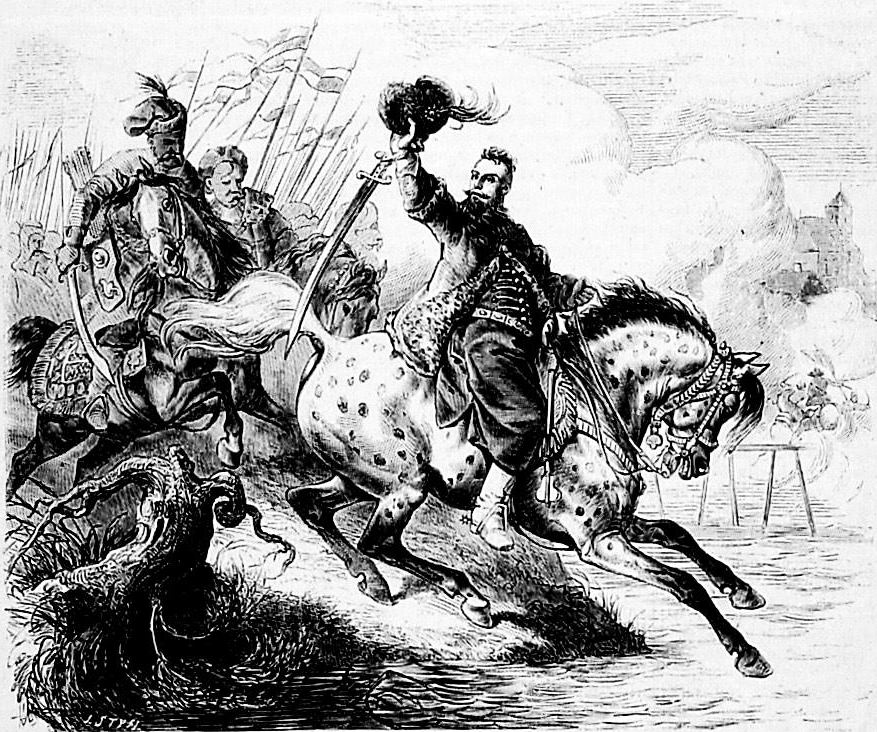
Bitwa pod Warką na obrazie Juliusza Kossaka, radomscy ułani brali udział w obchodach 350. rocznicy bitwy w 2006 r.

- 3 maja 1995: 1. wyjazd patrolu ułańskiego, na uroczystości odsłonięcia Płyty Grobu Nieznanego Żołnierza przed kościołem garnizonowym w Radomiu
- od 1997: regularne spotkania z weteranami 11 Pułku Ułanów Legionowych, oraz uczestnictwo w Świętach pułku w Ciechanowie.
- listopad 1998: udział w uroczystościach odsłonięcia repliki Pomnika Czynu Legionów w Radomiu, w których uczestniczyli również członkowie Zarządu Głównego S.M.B.i T. 11 P.U.L. ze Słupna k. Warszawy.
- maj 2003: przekazanie honorowego szefostwa Szwadronu dla Prezydenta Miasta Radomia
- wrzesień 2003: zaprzysiężenie Radomskiego Pododdziału Konnego.
- wrzesień 2004: Prezydent Miasta Radomia wręcza Pododdziałowi Proporzec Honorowy
- wrzesień 2004: udział po raz pierwszy w rekonstrukcji bitwy nad Bzurą
- styczeń 2005: udział w pierwszej rekonstrukcji z czasów powstania styczniowego, Muzeum Wsi Radomskiej.
- kwiecień 2006: udział w uroczystościach wręczenia repliki sztandaru 11 Pułku Ułanów Legionowych w Ciechanowie.
- maj 2006: udział w obchodach 350. Rocznicy Bitwy pod Warką i ślubów Króla Jana Kazimierza, Grabów nad Pilica i Wyborów.
- styczeń 2006: w Muzeum Wsi Radomskiej miała miejsce rekonstrukcja „Z życia powstańczej partii płk. Dionizego Czachowskiego. Por. Paweł Łuk-Murawski wcielił się w rolę Dionizego Czachowskiego, a ułani radomskiego pododdziału konnego w rolę powstańczej kawalerii narodowej.
- styczeń 2007: udział w rekonstrukcji historycznej „Gloria Victis 1863” zorganizowanej w Muzeum Wsi Radomskiej.
- sierpień 2011: wręczenie „patentu londyńskiego” jako oficjalnej zgody na posiadanie prawa i przywileju, przejęcia tradycji, barw i wyróżników 11 Pułku Ułanów Legionowych.

#### Grupa Rekonstrukcji Historycznej im. 72 Pułku Piechoty
Wiosną 2007 powstała Radomska Grupa Rekonstrukcji Historycznej im. płk. Dionizego Czachowskiego, będąca Oddziałem Radomskim Fundacji „Polonia Militaris”. Łączy ona różne nurty rekonstrukcji historycznej w Radomiu (głównie okres powstania styczniowego oraz II Rzeczypospolitej). Do grupy, występującej zazwyczaj w mundurach wojska II Rzeczypospolitej, należy młodzież szkół radomskich (głównie z III Liceum Ogólnokształcącego im. Dionizego Czachowskiego) oraz harcerze Radomskiego Hufca ZHP.
Dowódcą drużyny piechoty jest sierż. Mariusz Król. Grupa ma już za sobą uczestnictwo w trzech edycjach widowisk historycznych (w latach 2005–2007) poświęconych powstaniu styczniowemu, a niektórzy jej członkowie w rekonstrukcji „Bitwy nad Bzurą” w 2006. Ponadto „żołnierze piechoty” uczestniczą w szkolnych spotkaniach okolicznościowych oraz zaciągają honorowe posterunki na cmentarzu radomskim w dniu 1 listopada 2006 przy kwaterze legionowej i mauzoleum żołnierzy września 1939. W 2007 dla potrzeb rekonstrukcji zostały wykonane 3 repliki granatnika wz. 36, które zaprezentowane zostaną na „Bzurze-2007”. Obecnie na ukończeniu jest 11 replik hełmu piechoty wz. 31.
28 lutego 2019 roku decyzja Ministra Obrony Narodowej został powołany 62 Batalion Lekkiej Piechoty w Radomiu (62blp) wchodzący w skład 6 Mazowieckiej Brygady Obrony Terytorialnej. Na siedzibę radomskiego batalionu wyznaczone zostały budynki znajdujące się na terenie 42 BLSz na radomskim Sadkowie.

## Siły powietrzne

### II Rzeczpospolita

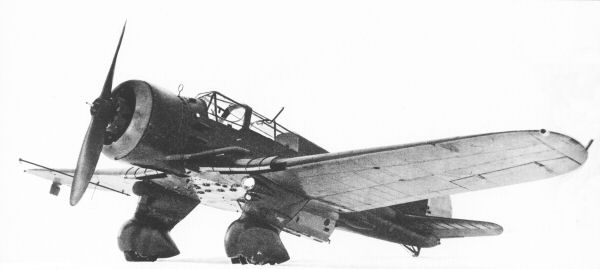
PZL.23 Karaś

W lipcu 1920 15 Eskadra Myśliwska, która odtworzyła gotowość bojową we Lwowie i przezbroiła się na samoloty myśliwskie, miała być zgodnie z planami przebazowana do Radomia, celem wsparcia w bitwie warszawskiej (4 Armii). Pozostała jednak we Lwowie w III Dywizjonie wspierając 6 Armię.
Początki lotnictwa wojskowego w Radomiu datuje się więc dopiero na 1927, kiedy to ówczesne władze państwowe wykupiły 100 ha gruntów we wsi Sadków k. Radomia pod budowę przyszłego lotniska wojskowego. Wkrótce po zbudowaniu pierwszych budynków rozpoczęto szkolenie w Eskadrze Szkolnej Pilotów. W tym okresie w Radomiu przeprowadzono dwie reorganizacje: w 1935 powstała w Sadkowie Szkoła Pilotów Rezerwy, a dwa lata później – Szkoła Podchorążych Rezerwy Lotnictwa. Intensywne szkolenie lotnicze zostało przerwane wybuchem II wojny światowej.

### II wojna światowa
Lotnisko Radom-Sadków o wymiarach 1500x1000 (pas 1200x50) otrzymało nazwę Fliegerhorst oraz oznaczenie topograficzne N51 23 30 E20 13 00. Zostały mu także podporządkowane trzy lotniska „satelitarne”:
- Radom/Kozłów – Landeplatz, N51 27 40 E21 14 40.
- Radom/Mazowszany – N51 20 00 E21 08 20.
- Radom/Piastów – E-Hafen (1000x1200), N51 28 50 E21 06 40.

W czasie II wojny światowej na lotnisku radomskim miała miejsce duża rotacja jednostek Luftwaffe. Ich pobyt w Radomiu uzależniony był od bieżących potrzeb niemieckiego wojska:
- 2./Aufklärungs-Gruppe (F)100
- 3 eskadra 11 Dywizjonu Myśliwskiego (III./Jagdgeschwader 11)
- sztab 52 Dywizjonu Myśliwskiego (Stab/Jagdgeschwader 52)
- 3 eskadra 52 Dywizjonu Myśliwskiego (III./Jagdgeschwader 52)
- sztab 100 Dywizjonu Nocnych Bombowców (Stab I./Nachtjagdgeschwader 100)
- 3 eskadra 100 Dywizjonu Nocnych Bombowców (3./Nachtjagdgeschwader 100)
- sztab 53 Dywizjonu Myśliwskiego (Stab/Kampfgeschwader 53)
- 1 eskadra 53 Dywizjonu Myśliwskiego (I./Kampfgeschwader 53)
- 3 eskadra 53 Dywizjonu Myśliwskiego (III./Kampfgeschwader 53)
- 10.(Panzer-)/Schlachtgeschwader 9
- II./Schlachtgeschwader 10

Na terenie radomskiego garnizonu dwukrotnie przebywał 53 Pułk Bombowy (niem. Kampfgeschwader 53 „Legion Condor”, w skrócie: KG 53), który nazwę swą przyjął na cześć korpusu lotniczego Legión Cóndor, walczącego w Hiszpanii w 1936. Wspomniany pułk bombowy stacjonował w Radomiu od 18 czerwca do 9 lipca 1941, a następnie od 1 maja do 29 lipca 1944 i miał na wyposażeniu bombowce Heinkel He 111.
Od maja do sierpnia 1944 podradomskie lotnisko Sadków było bazą pułku nocnych myśliwców Nachtjagdgeschwader 100. Stacjonowała tu głównie 3 eskadra (3./NJG100), a od 16 do 28 lipca także sztab I dywizjonu (Stab I./NJG100). Dywizjon ten posiadał na wyposażeniu szeroki wachlarz maszyn myśliwskich i bombowych z których trzy typy Junkers Ju 88, Dornier Do 217 i Focke-Wulf Fw 189 stacjonowały na sadkowskim lotnisku.
|  |  |  |

W czerwcu 1944 w Radomiu sformowano również elitarną dywizję pancerno-spadochronową Luftwaffe o nazwie Fallschirm-Panzergrenadier-Division 2. Hermann Göring, która wkrótce potem została przerzucona do Warszawy w celu pacyfikacji powstania warszawskiego.
Pod koniec wojny lotnisko Radom-Piastów zostało zniszczone przez wycofujących się hitlerowców poprzez zdetonowanie licznych ładunków zakopanych w ziemi.

### Polska Ludowa

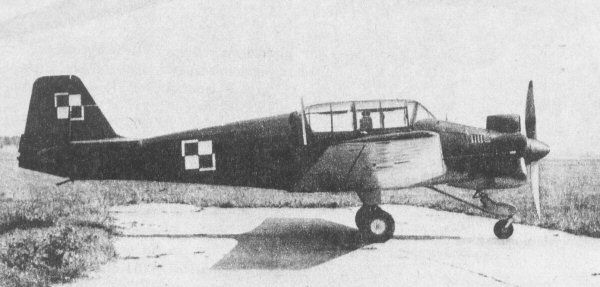
TS-9 Junak 3

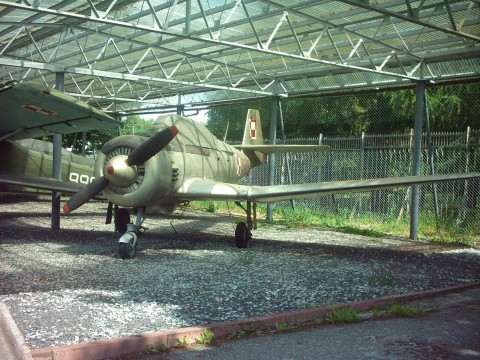
PZL TS-8 Bies

Lotnictwo wróciło do Radomia w marcu 1945 – kiedy to na lotnisko Sadków przebazowano 15 Zapasowy Pułk Lotniczy. Kolejne modyfikacje szkolenia lotniczego doprowadziły do powstania w Radomiu w 1951 Oficerskiej Szkoły Lotniczej nr 5 im. Żwirki i Wigury.
5 lutego 1958 sformowano 60 Lotniczy Pułk Szkolno-Bojowy z miejscem stacjonowania w Radomiu. Jego pierwszym dowódcą został mjr pil. Feliks Skrzeczkowski. W wyposażeniu pułku znajdowały się wówczas samoloty UTMiG-15, Lim-1 i TS-9 Junak 3. Stan osobowy pułku uczestniczył w różnych pokazach oraz ćwiczeniach. Jednym z większych pokazów w tym okresie była defilada powietrzna z udziałem 26 pilotów w dniu 11 października 1959. Stała się ona zarazem przeglądem poziomu wyszkolenia lotniczego pilotów.
W styczniu 1960 do wyposażenia pułku wszedł nowy samolot polskiej konstrukcji TS-8 Bies przeznaczony do lotów szkolno-treningowych, który zastąpił wysłużone samoloty Junak-3. W historii pułku zapisał się dzień 29 listopada 1960 – w 130. rocznicę wybuchu powstania listopadowego gen. bryg. pil. Jan Raczkowski wręczył pułkowi sztandar ufundowany przez Radę Państwa. Kolejne lata to przygotowanie do przyjęcia do wyposażenia samolotu odrzutowego polskiej konstrukcji TS-11 Iskra.
Równocześnie realizowano szkolenie na samolocie TS-8 Bies. Rok 1964 otworzył w historii pułku nowy etap. Jednostka zakończyła służbę w Oficerskiej Szkoły Lotniczej nr 5 im. Żwirki i Wigury i została podporządkowana Oficerskiej Szkole Lotniczej w Dęblinie. W tym też roku do wyposażenia pułku wszedł nowy typ samolotu odrzutowego TS-11 Iskra. W 1965 pułk przechodził kolejną reorganizację etatową.
Tego samego roku podjęto także po raz pierwszy szkolenie praktyczne z podchorążymi na samolocie TS-11 Iskra. W lipcu 1966 piloci radomskiego pułku wzięli udział w paradzie powietrznej nad Warszawą z okazji 1000-lecia Państwa Polskiego. W czasie przelotu na samolotach Iskra utworzyli szyk symbolizujący biało-czerwoną szachownicę.
Pokazy lotnicze z udziałem radomskich pilotów zaczynały być wówczas stałym elementem dokumentowania ich wysokiego kunsztu lotniczego. 16 lutego 1969 pułk na stałe otrzymał zadanie utrzymania zespołu pilotażowego. Od tego dnia datuje się powstanie radomskiego Rombika. W następnych latach zadania szkoleniowe były bardzo duże. Corocznie w pułku przeszkalało się kilkudziesięciu podchorążych Wyższej Szkoły Oficerskiej Sił Powietrznych z Dęblina. Zespół pilotażowy występował poza granicami kraju – w Belgii, Wielkiej Brytanii, Francji, na Węgrzech, w Czechach i Słowacji.

### III Rzeczpospolita

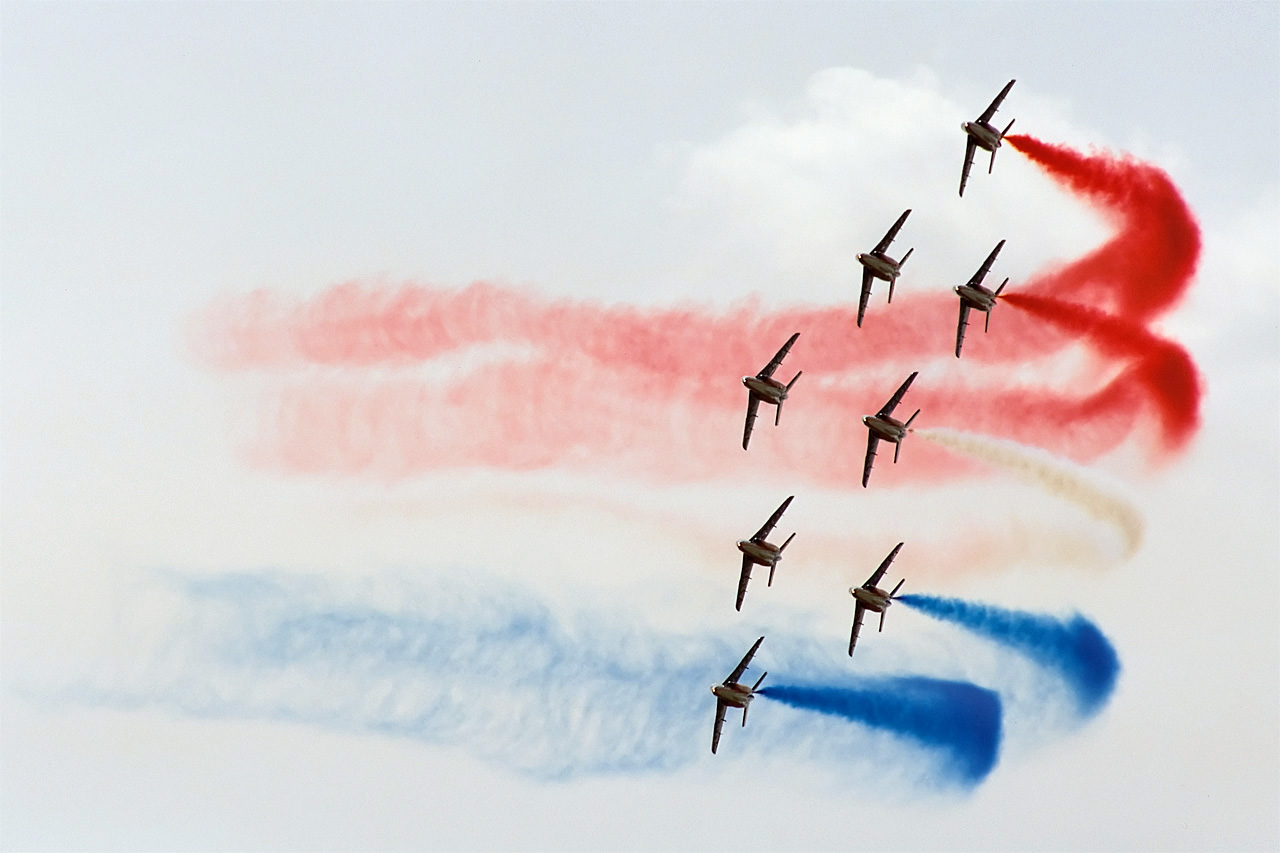
Zespół Patrouille de France na pokazach Radom Air Show 2005

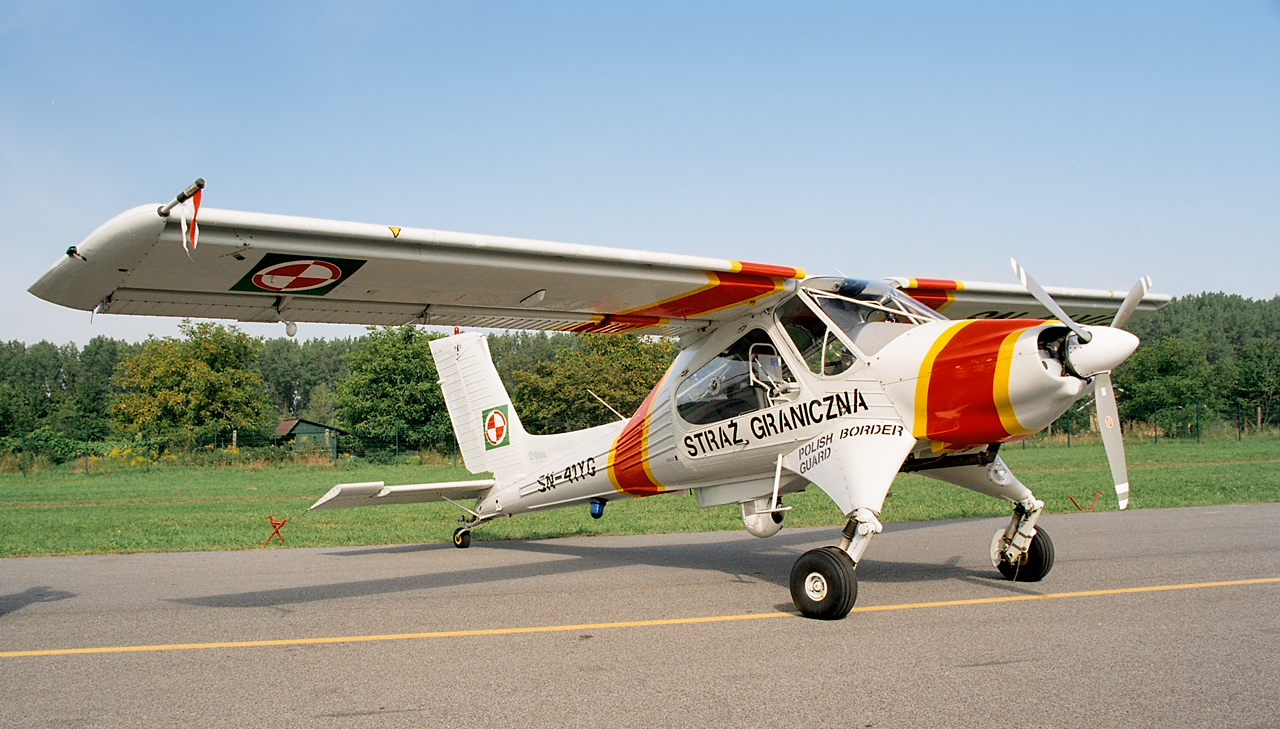
PZL-104M Wilga 2000 w barwach Straży Granicznej na pokazach Radom Air Show 2005

W latach 90. 60 Lotniczy Pułk Szkolny zrealizował kolejny w swej historii program przezbrajania. Samoloty szkolne TS-11 zastąpiły w 1994 pierwsze egzemplarze samolotu PZL-130 Orlik. W marcu 1998 powstał Zespół Akrobacyjny Orlik w składzie początkowo 4, a następnie 7 maszyn. Zespół zaprezentował po raz pierwszy swoje umiejętności na największych na świecie pokazach lotniczych Royal International Air Tattoo w Faiford w Wielkiej Brytanii. W kolejnych latach uświetniał swoją obecnością krajowe pokazy w Dęblinie, Radomiu oraz międzynarodowe w Czechach, Francji, Wielkiej Brytanii, na Litwie i Słowacji.
W 2000 60 Lotniczy Pułk Szkolny przeszedł reorganizację strukturalną. Od 1 stycznia 2001 rozkazem szefa Sztabu Generalnego WP na bazie 60 Lotniczego Pułku Szkolnego powstał 2. Ośrodek Szkolenia Lotniczego i Komenda Lotniska nr 2 jako pododdział logistyczny w strukturach 6 Bazy Lotniczej w Dęblinie. Pierwszym dowódcą ośrodka został płk dypl. pil. Marek Bylinka, natomiast komendy lotniska mjr Sławomir Grychtal. Jesienią 2001 2OSzL uzyskał zgodę na posiadanie sztandaru. Uroczystość jego wręczenia odbyła się 10 listopada 2001 w Radomiu. Z kolei w czerwcu 2004 Komenda Lotniska nr 2 została po raz kolejny zreorganizowana. W miejsce dotychczasowego pododdziału powstała samodzielna jednostka logistyczna Sił Powietrznych pod nazwą 1 Komenda Lotniska (JW. 3463). Dużym wyróżnieniem jest to, że w 2005 radomski garnizon (tj. obie radomskie jednostki) już po raz piąty był współorganizatorem Międzynarodowych Pokazów Lotniczych Radom Air Show. Od 23 marca 2003 ośrodkiem dowodzi płk dypl. pil. Jerzy Chojnowski który pełni jednocześnie funkcję dowódcy Garnizonu Radom.
1 lipca 2004 Komenda Lotniska Nr 2 w Radomiu została rozformowana, a na jej miejsce powstała 1 Komenda Lotniska. 1 Komenda Lotniska podporządkowana jest pod Wyższą Szkołę Oficerską Sił Powietrznych w Dęblinie i dowodzona jest przez ppłk mgr Krzysztofa Baranowskiego.
1 Komenda Lotniska kontynuuje w pełni tradycje swej poprzedniczki. Podstawowym zadaniem 1 KL jest logistyczne zabezpieczenie zadań wykonywanych przez: 2 OSzL, 4 WOM, WKU Radom, WSPL, Pracownię Psychologiczną, Rejonowe Przedstawicielstwo Wojskowe oraz Placówkę ŻW. Na służbach logistycznych jednostki spoczywa odpowiedzialność za:
- utrzymanie i odtwarzanie sprawności technicznej uzbrojenia i sprzętu wojskowego,
- planowanie potrzeb oraz gromadzenie i właściwe utrzymanie zapasów,
- utrzymanie i odtwarzanie gotowości eksploatacyjnej lotniska,
- zaspokajanie medycznych potrzeb oraz warunków zakwaterowania i życia żołnierzy.

Jesienią 2006 lotnisko wojskowe Radom (kompleks nr 6087), którego głównym wojskowym użytkownikiem jest JW. Nr 3463, zostało wpisane do rejestru lotnisk wojskowych.

### Jednostki lotnicze

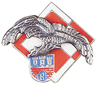
Pierwszy symbol 60LPSz.

- Eskadra Szkolna Pilotów (przed wojną)
- 15 Zapasowy Pułk Lotniczy (1945–1958)
- 60 Lotniczy Pułk Szkolny (1958–2001)
- 2 Ośrodek Szkolenia Lotniczego (od 2001)
- 42 Baza Lotnictwa Szkolnego (od 2010)

### Ośrodki szkoleniowe
- Szkoła Pilotów Rezerwy w Radomiu (przed wojną)
- Szkoła Podchorążych Rezerwy Lotnictwa w Radomiu (przed wojną)
- Oficerska Szkoła Lotnicza nr 5 im. Żwirki i Wigury w Radomiu (1951–1964), potem podporządkowanie OSzL w Dęblinie
- 2. Ośrodek Szkolenia Lotniczego (od 2001); zajmuje się szkoleniem praktycznym na samolotach PZL-130 Orlik – podchorążych pierwszego i drugiego roku Wyższej Szkoły Oficerskiej Sił Powietrznych w Dęblinie
  - od 23 marca 2003 – dow. płk dypl. pil. Jerzy Chojnowski
- Komenda Lotniska nr 2 (2001–2004), jako pododdział logistyczny w strukturach 6 Bazy Lotniczej w Dęblinie
- 1 Komenda Lotniska (JW. 3463) (2004–2010); zabezpieczała pod względem logistycznym szkolenie podchorążych 1. i 2. roku Wyższej Szkoły Oficerskiej Sił Powietrznych w Dęblinie
  - od 5 czerwca 2006 – dow. ppłk mgr Krzysztof Baranowski
  - mjr Jacek Jaźwic – zastępca d-cy
  - mjr Janusz Orzechowski – Szef Sztabu
  - mjr Marek Ziębicki – szef Logistyki
  - mjr Andrzej Wójtowicz – szef Szkolenia

### Zespół Akrobacyjny „Orlik”

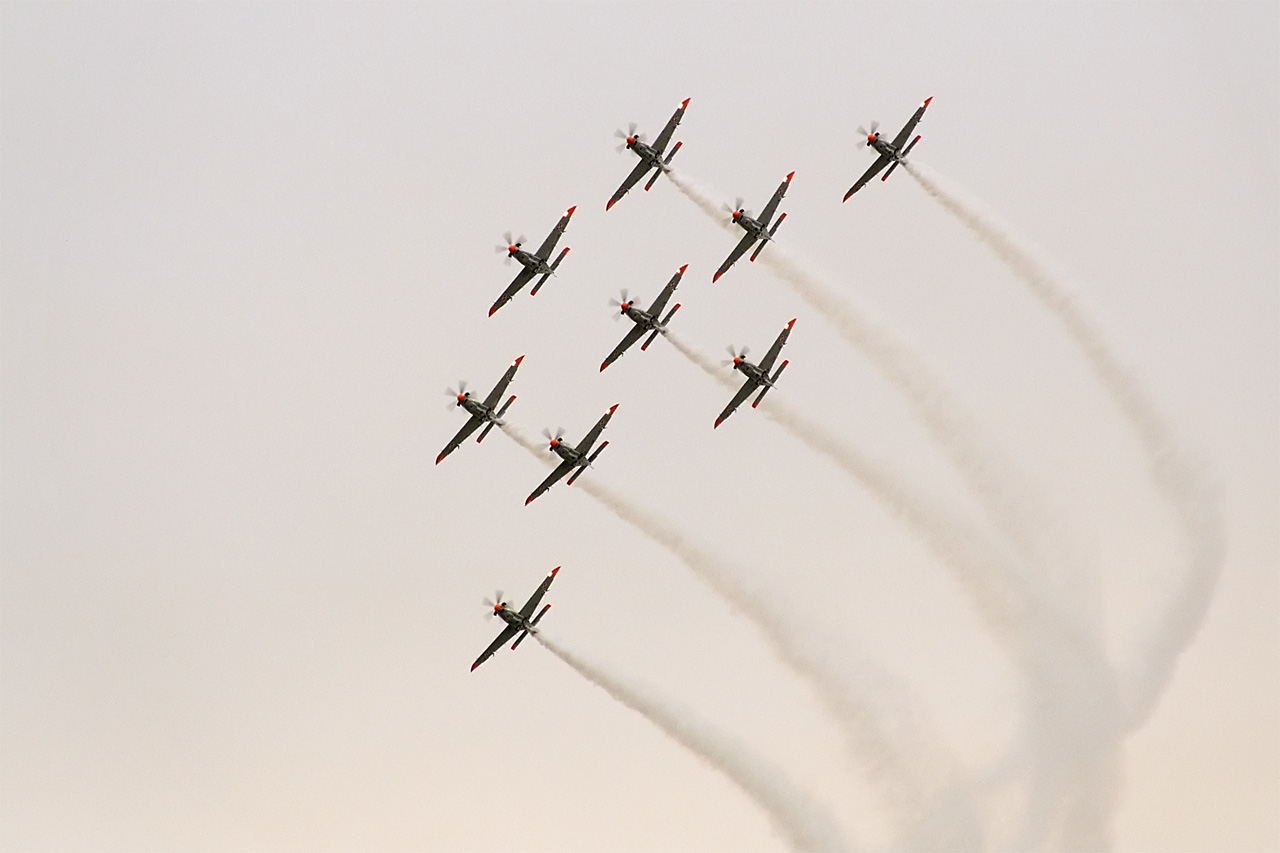
Zespół „Orlik” na Radom Air Show 2005

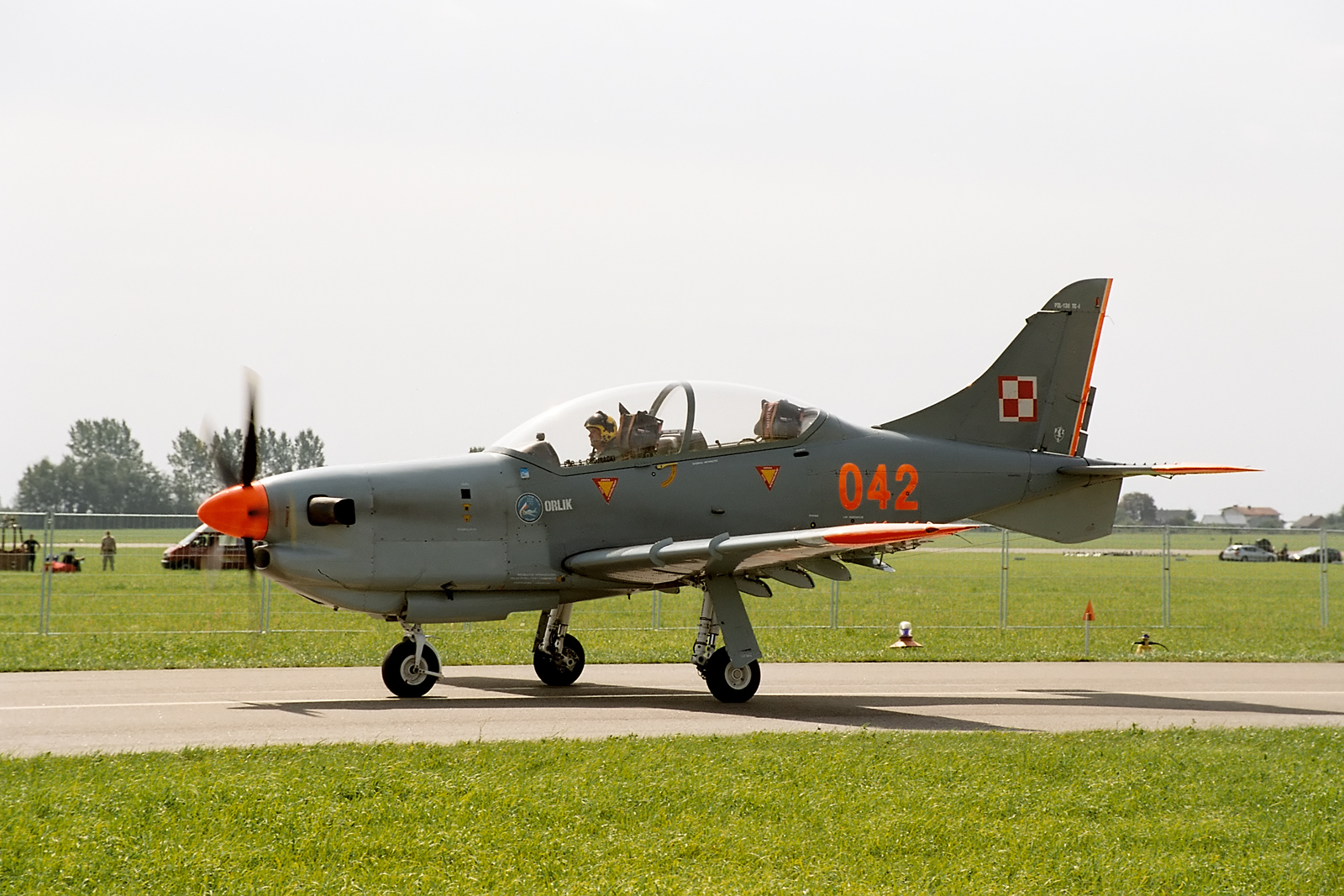
Jedna z maszyn Zespołu „Orlik”, 2005

Zespół Akrobacyjny „Orlik” z Radomia istnieje od 1998. Piloci zespołu latają na samolotach PZL-130 Orlik. W 2007, w skład zespołu wchodzi 5 maszyn PZL-130 TC-1 ORLIK oraz 2 maszyny typu TC-II.

### Ciekawostki

#### Orkiestra Garnizonowa Sił Powietrznych
W 1952 powstała Orkiestra Garnizonowa Sił Powietrznych w Radomiu, której pierwszym kapelmistrzem był mjr Helmut Golcz. Zespół występował w kraju i za granicą m.in. w Niemczech i Belgii, kilkakrotnie wygrywając festiwale orkiestr wojsk lotniczych. W 2004 na Ogólnopolskim Konkursie Orkiestr Wojskowych w Świeradowie Zdroju radomska orkiestra zajęła 3. miejsce zdobywając nagrodę specjalną za pokaz musztry paradnej. Siedziba orkiestry mieści się na terenie lotniska przy ul. Sadków 5 w Radomiu.

#### Przedszkole wojskowe
Jednostka wojskowa nr 3463 w Radomiu posiadała niegdyś przedszkole dla podopiecznych żołnierzy – Przedszkole Wojskowe nr 128. Zostało ono zlikwidowanie zarządzeniem nr 14/MON Ministra Obrony Narodowej z dnia 1 czerwca 2005.

## Wybrani dowódcy radomskiego garnizonu
Księstwo Warszawskie
- gen. Michał Sokolnicki (1810–1811) dowódca radomskiego okręgu wojskowego, jednego z czterech utworzonych wówczas okręgów (obok Warszawy, Poznania i Lublina)

Królestwo Polskie
- Piotr Krasiński – jednocześnie dowódca 5 ppl (1817)
- Ludwik Glazer – jednocześnie dowódca 5 ppl
- Franciszek Górski – jednocześnie dowódca 5 ppl (1818)
- Ludwik Glazer – jednocześnie dowódca 5 ppl
- Franciszek Górski – jednocześnie dowódca 5 ppl (1821)
- Walenty Zawadzki – jednocześnie dowódca 5 ppl (1830–1831)
- Joachim Podczaski – jednocześnie dowódca 5 ppl (1831)
- gen. Antoni Giełgud – jednocześnie d-ca 1 brygady 1 Dywizji Piechoty Królestwa Kongresowego
- Leontyn hr. Opperman – (od 2 kwietnia 1861) naczelnik wojenny radomskiego okręgu wojskowego (obejmującego obszar guberni radomskiej z wyłączeniem m. Kielce i powiatu kieleckiego) – ros. Wojenny Naczalnik Radomskogo Otdieła
- gen. lejtn. Aleksandr Uszakow – (od 27 września 1861) naczelnik wojenny radomskiego okręgu wojskowego (ros. Wojenny Naczalnik Radomskogo Otdieła), jednocześnie d-ca rosyjskiej 7 Dywizji Piechoty
- płk Włodzimierz Dobrowolski – szef sztabu radomskiego okręgu wojskowego w 1863, Polak na służbie carskiej
- gen. lejtn. Walery Bellegarde – naczelnik wojenny radomskiego okręgu wojskowego (ros. Wojenny Naczalnik Radomskogo Otdieła)

Okupacja austriacka
- gen. Kwiatkowski – 1915–1918 zaustriaczony Polak, austriacki komendant Radomia (szef K. u K. Kreiskommando in Radom)

II Rzeczpospolita
- ppor. Józef Marjański (1892–-1920) – pierwszy dowódca garnizonu Wojska Polskiego w Radomiu; wcześniej podporucznik I Brygady i komendant Okręgu POW.
- płk Antoni Alexandrowicz (1871–1920) – dowódca garnizonu od 1 VII do 18 X 1919 r. jednocześnie dowódca 7 pac – od 1 IX 1919 r.
- płk Karol Weiss de Helmenau – dowódca garnizonu WP w Radomiu, jednocześnie d-ca 72 pp. (1924–1925)
- ppłk Alojzy Przeździecki – dowódca garnizonu WP w Radomiu, jednocześnie d-ca 72 pp. (1927–1928)
- ppłk dypl. Gwido Kawiński – dowódca garnizonu WP w Radomiu, jednocześnie d-ca 72 pp. (1929–)[38][39]
- Karol Chrobaczyński – dowódca garnizonu WP w Radomiu, jednocześnie d-ca 72 pp.

III Rzeczpospolita
- płk dypl. pil. Jerzy Chojnowski – od 2003 dowódca garnizonu WP w Radomiu, jednocześnie d-ca 2 OSzL

## Sądownictwo wojskowe
Organami sądownictwa wojskowego w Garnizonie Radom są:
- Wojskowa Prokuratura Garnizonowa w Warszawie (odpowiada prokuraturze rejonowej w systemie prokuratury powszechnej)
- Wojskowa Prokuratura Okręgowa w Warszawie (odpowiada prokuraturze okręgowej w systemie prokuratury powszechnej)

Sądami właściwymi dla spraw Garnizonu Radom są:
- Wojskowy Sąd Garnizonowy w Warszawie (odpowiada sądowi rejonowego w sądownictwie powszechnym)
- Wojskowy Sąd Okręgowy w Warszawie (odpowiada sądowi okręgowego w sądownictwie powszechnym).

## Wojskowa Komenda Uzupełnień

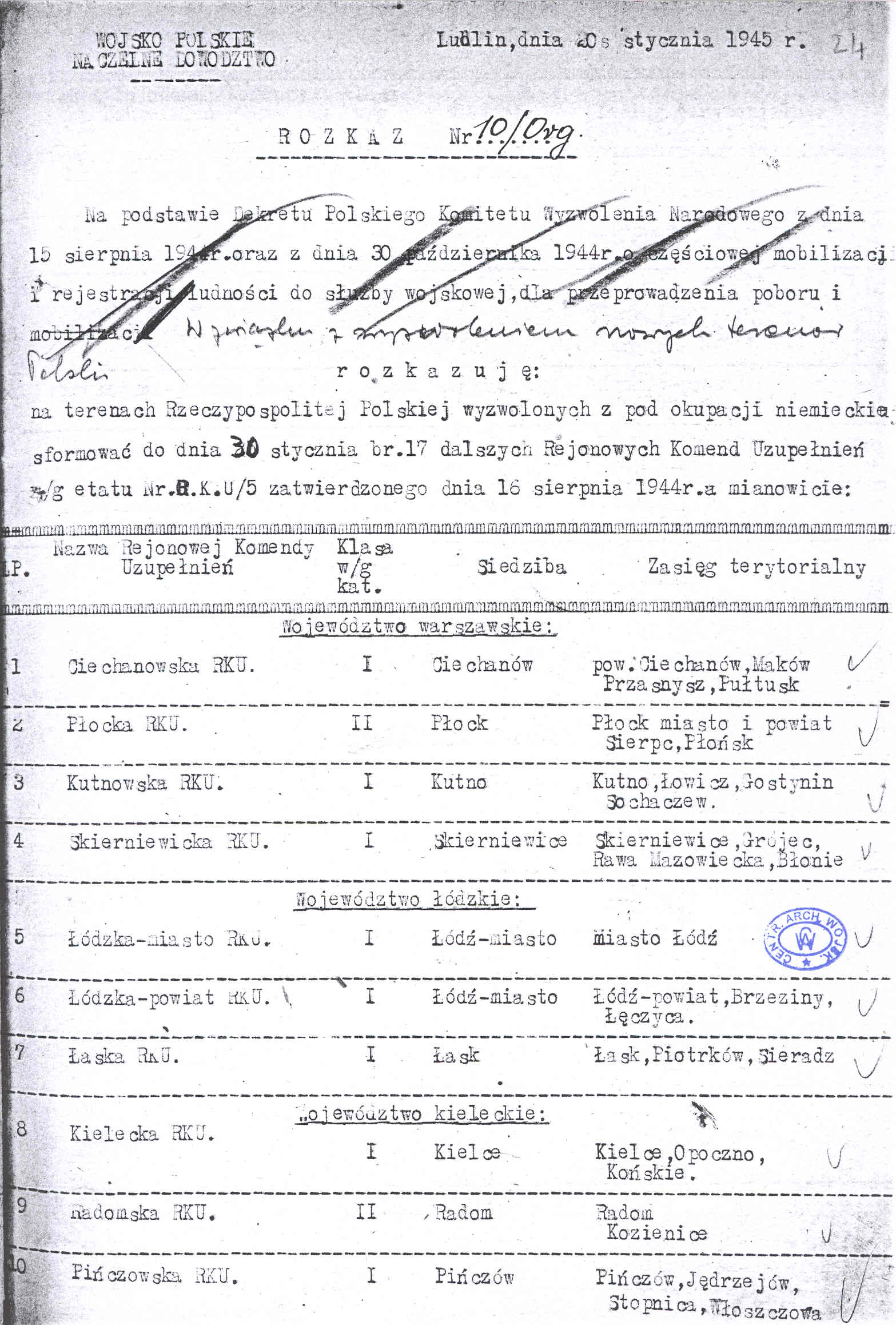
W styczniu 1945 zaczęto formować m.in. Radomską Rejonową Komendę Uzupełnień

Wojskowa Komenda Uzupełnień w Radomiu podlega Wojewódzkiemu Sztabowi Wojskowemu Warszawa Pomorskiego Okręgu Wojskowego. Dawniej siedziba radomskiej WKU mieściła się w budynku przy ul. Żeromskiego 52 (kamienica została już wyburzona), obecnie natomiast przy ul. 1905 Roku 30.
Od 2007 r. szefem WKU jest podpułkownik Zbigniew Adamczyk.

## Żandarmeria Wojskowa
Placówka Żandarmerii Wojskowej (JW 3823) przy ul. Lubelskiej 150 w Radomiu obejmuje swoją właściwością powiaty: białobrzeski, grójecki, kozienicki (bez gminy Sieciechów), lipski, przysuski, radomski, szydłowiecki, zwoleński oraz miasto na prawach powiatu Radom.